# 浦安市
浦安市（うらやすし）は、千葉県の北西部に位置する市。東京ディズニーリゾート（TDR）のある街としても知られる。
旧東葛飾郡で、葛南地域にある。国際会議観光都市に認定されている。
人口は約17.2万人で、千葉県内では習志野市に次いで10位前後の人口規模であり、人口密度は県内第1位である。日本全国813市区中、財政力指数首位を記録する（2016年度）。

## 概要
旧江戸川を挟んで東京都江戸川区と隣接している。東京都の都心へのアクセスが大変良く（東京駅 - 舞浜駅間最短約13分、日本橋駅・大手町駅 - 浦安駅間最短16分）、大型商業施設や区画整理された道路など住環境の良さが注目され、子育て世代が増加する住宅都市としてマンション建設が相次いでいる。舞浜には東京ディズニーリゾートが所在することから、市内にはリゾートホテルなどの宿泊施設も多数立地している。
千葉県の最も東京寄りに位置している。そのため、都市雇用圏における東京都市圏（東京都区部）のベッドタウンとしての性質が強く、2015年の国勢調査では東京都特別区部への通勤率は49.0%と非常に高い（「千葉都民」も参照）。通勤率が高い自治体上位に入る（東京都市圏の項目を参照）。

## 地理

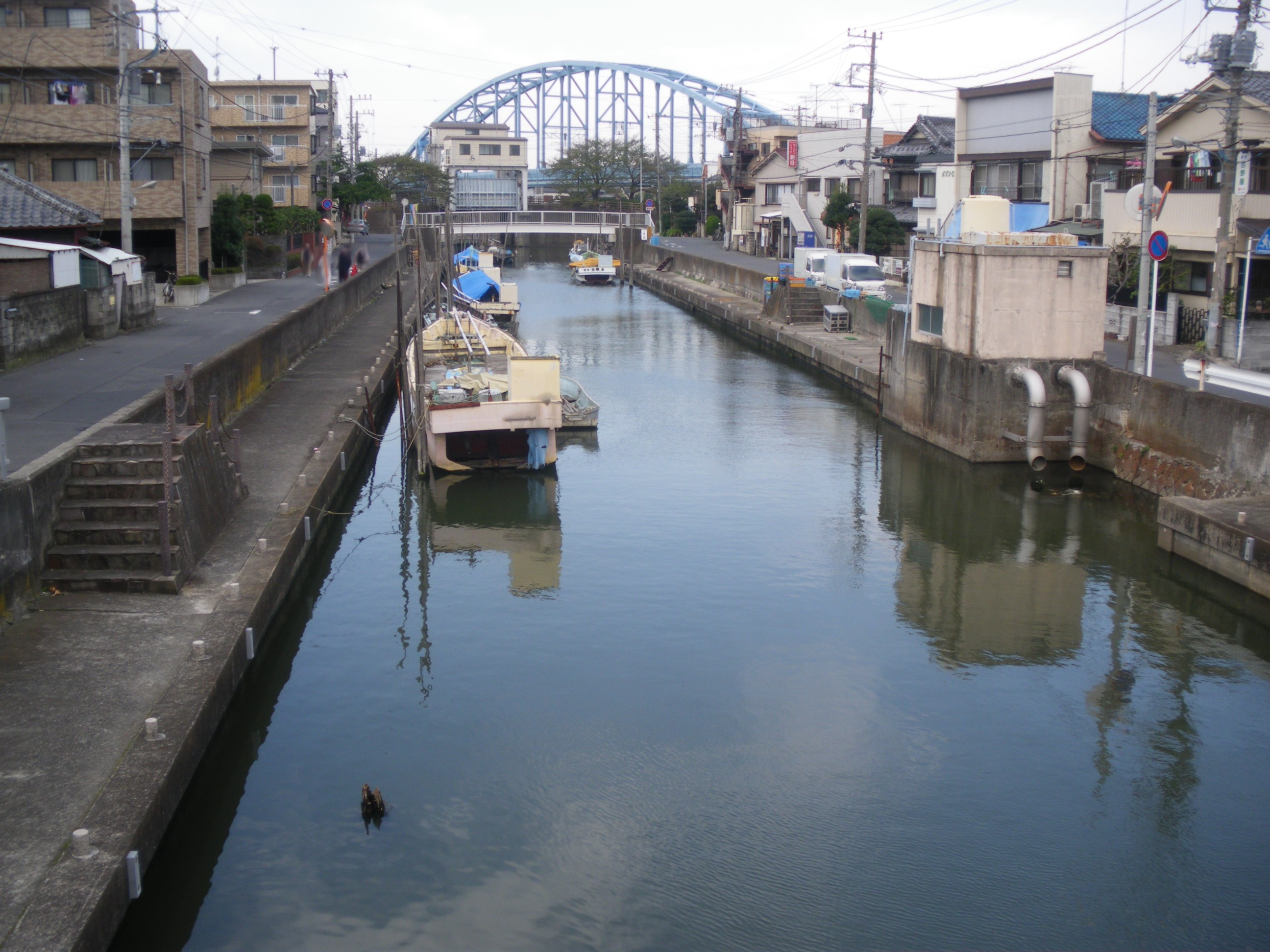
浦安旧市街の運河と漁船

千葉県北西部に位置し、県庁所在地である千葉市から約20キロメートルの距離である。東京都心から10 - 20キロメートル圏内である。
千葉県の最も東京寄りに位置しており、旧江戸川を挟んで江戸川区と接している。江戸川（江戸時代までは太日川）の河口左岸の低平な自然堤防、三角州および埋立地からなる。市域の約4分の3は1960年代以降造成された埋立地が占めている。かつては3キロメートルほど沖まで続く遠浅の海、三番瀬が広がっていた。旧市街はいずれも江戸川の派川である境川両岸の自然堤防上に位置する。市域の西端には海抜ゼロメートル地帯がわずかに存在する。自然地形としての山や丘は市内に存在しない。また、中央公園に高さ14メートルほどの築山である、通称「浦安富士」がある。

### 河川
- 旧江戸川（きゅうえどがわ）
- 境川（さかいがわ） - 今川、江間川（えまっか）とも
- 見明川（みあけがわ）
- 猫実川（ねこざねがわ）

## 歴史

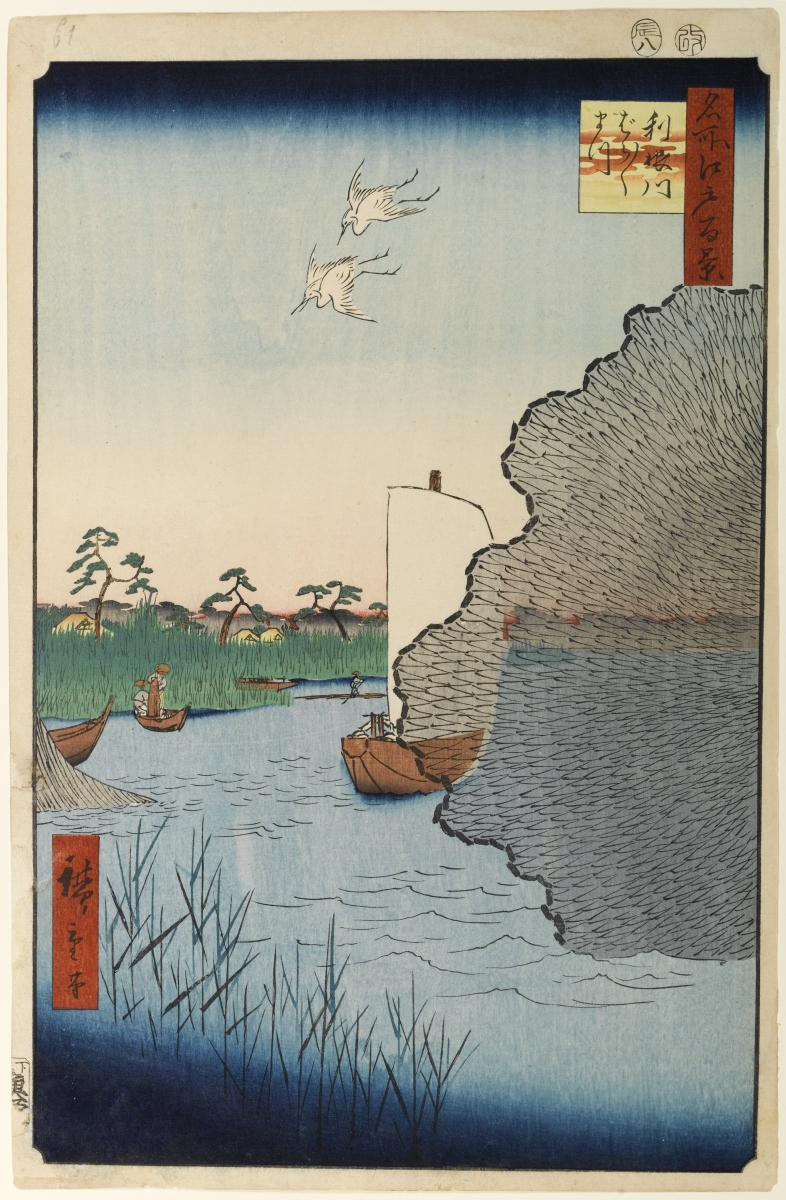
名所江戸百景「利根川ばらばらまつ」投網の様子

現在の浦安市域は昭和中期まで現在市川市の一部となっている旧南行徳町・旧行徳町と一体的に「行徳」と呼ばれていた地域であり、近代以前の当地の歴史についてはこちら及び行徳塩田も参照の事。

### 年表
- 1157年（保元2年） - 現在の浦安市内に集落が誕生。
- 1415年（応永22年） - 猫真（現・猫実）に中山法華経寺傘下の講が存在していた。
- 1603年（慶長8年） - 堀江・猫実・当代島の3村が幕府の天領に（堀江に向井忠勝陣屋）。
- 1873年（明治6年） - 千葉県に編入。

浦安村・浦安町

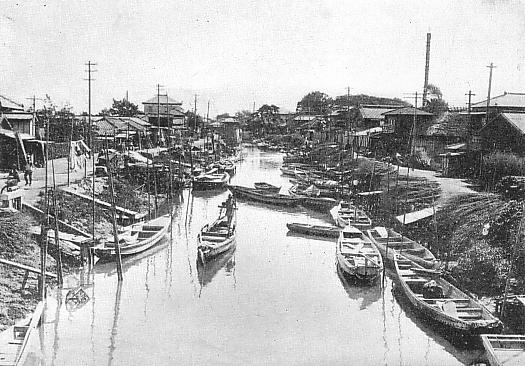
1930年頃の浦安、漁船が多い

- 1889年（明治22年）4月 - 町村制の施行により、堀江村、猫実村及び当代島村の区域をもって浦安村が発足、浦安小学校が開校。
- 1894年（明治27年） - 東京高橋→浦安→行徳の定期船が就航（通称「通船」「葛飾丸」）。
- 1909年（明治42年）9月 - 町制を施行、東葛飾郡浦安町が成立。
- 1917年（大正6年） - 大正六年の大津波。
- 1921年（大正11年） - 浦安・八幡間で葛飾乗合自動車道が開通。
- 1940年（昭和15年） - 浦安橋が竣工、東京乗合自動車が開通（通称「青バス」）。
- 1944年（昭和19年） - 東京大空襲。
- 1947年（昭和22年）
  - 4月 - 第1回町長選挙が実施され、宇田川謹二が当選。
  - 5月 - 浦安中学校が開校。
  - 11月 - 自治体警察「葛南警察署」が発足。
- 1949年（昭和24年）9月 - 浦安町漁業協同組合が発足。
- 1951年（昭和26年）6月 - 浦安町・南行徳町組合立葛南病院が開設。
- 1958年（昭和33年）
  - 4月 - 黒い水事件[2][3][4][5]。これが直接的契機となり、日本初の水質規制に関する法律である公共用水域の水質の保全に関する法律（水質保全法）および工場排水等の規制に関する法律（工場排水規制法）が制定された[6]。
- 1962年（昭和37年） - 黒い水事件を受け、本州製紙は漁民に補償金を払ったが、その後漁業が振るわず、漁業権の一部を放棄。これが契機となって埋め立てによる地域再生論が本格化した。
- 1964年（昭和39年） - 海面埋立事業が開始。
- 1966年（昭和41年）6月 - B地区（東野・富岡・弁天・今川・鉄鋼通り）の埋立工事が完了。
- 1967年（昭和42年）4月 - 南小学校が開校。
- 1968年（昭和43年）6月23日 - 東野、富岡、今川、弁天、鉄鋼通りが誕生。
- 1969年（昭和44年）3月 - A地区（海楽・美浜・入船）の埋立工事が完了、営団地下鉄（現在の東京地下鉄）東西線が開通、浦安駅が開業（快速は当初通過）。
- 1970年（昭和45年）11月 - C地区（舞浜）の埋立工事が完了。
- 1971年（昭和46年）
  - 4月 - 漁業権を完全に放棄。
  - 8月2日 - 海楽、美浜、入船が誕生。
- 1972年（昭和47年）4月 - 北部小学校､県立浦安高校が開校、C地区の護岸工事が完了。
- 1974年（昭和49年）
  - 3月 - お洒落が県無形文化財に指定。
  - 5月 - 老人福祉センターが開館。
  - 8月 - オリエンタルランドの遊園地計画を千葉県が承認。
- 1975年（昭和50年）
  - 4月 - 東海大浦安高校が開校。
  - 11月29日 - 舞浜が誕生。
- 1977年（昭和52年）
  - 3月 - 今川、見明川団地の入居が開始。
  - 4月 - 見明川小学校・堀江中学校が開校、オリエンタルランド交通（現在の京成バス千葉ウエスト・旧東京ベイシティバス）バス路線が開通。
  - 7月 - 町営東野プールが完成、国鉄（現在のJR東日本）京葉線の起工式を挙行。
- 1978年（昭和53年）
  - 9月26日 - 日の出、明海が誕生。
  - 10月 - 大三角線が開通。
  - 11月 - 新浦安橋が開通。
- 1979年（昭和54年）
  - 4月 - 富岡小学校が開校。
  - 5月 - 農家が消滅。
  - 9月21日 - 港、千鳥が誕生。
- 1980年（昭和55年）
  - 3月24日 - 高洲が誕生。
  - 4月 - 美浜南小学校、入船北小学校、見明川中学校が開校。
  - 6月 - 浦安町郷土資料館が開館。
- 1981年（昭和56年）3月12日　千鳥を拡充、現在の面積に。

浦安市
- 1981年（昭和56年）

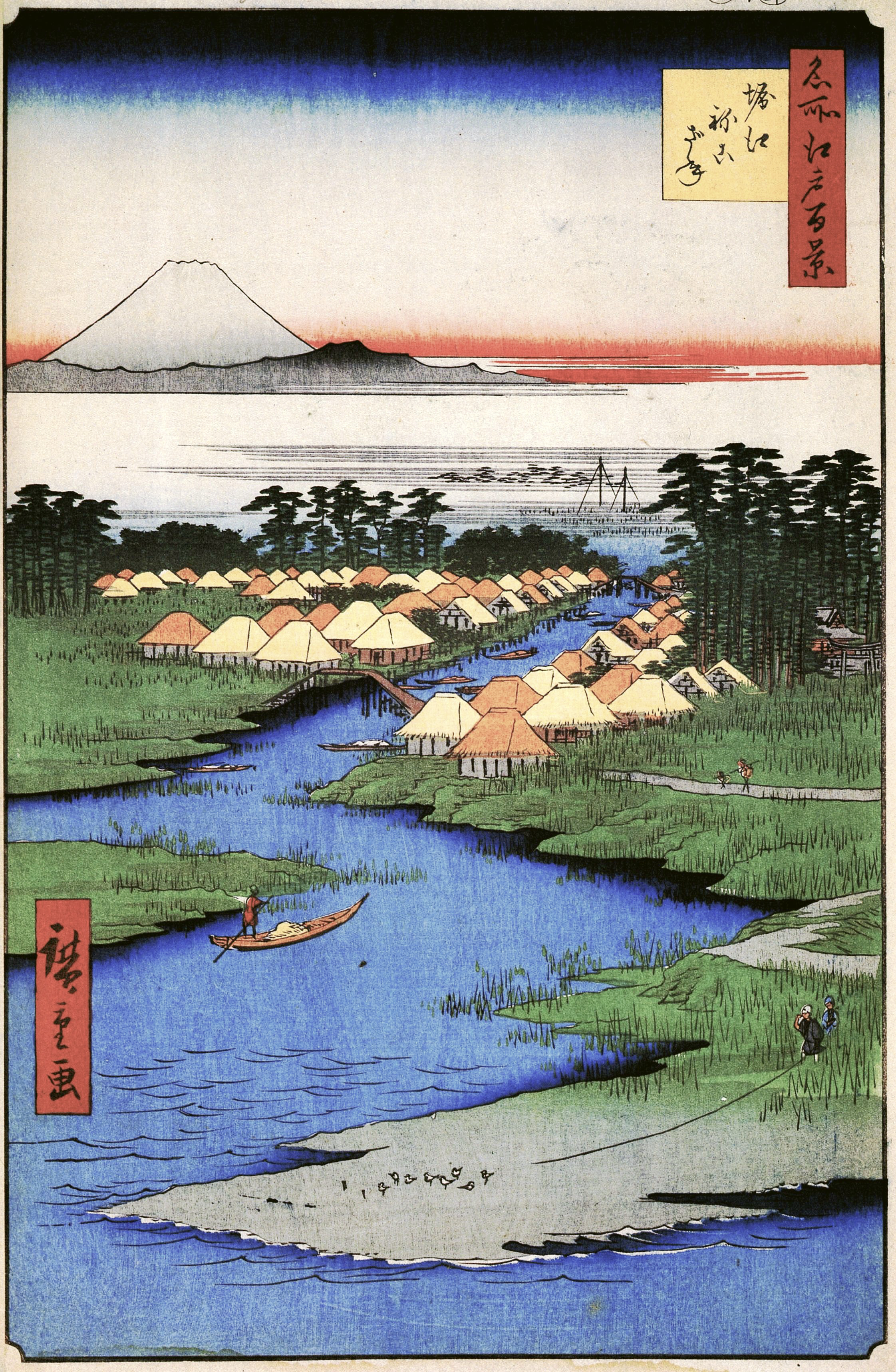
名所江戸百景「堀江ねこざね」境川を挟んで右側が猫実村、左側が堀江村

  - 4月1日 - 市制を施行し、浦安市となる。（同県の四街道市も同日に市制施行。）東小学校・入船南小学校・入船中学校・東京学館浦安高校が開校。
    - 市制施行時点で、東京都区部の隣接自治体で郡部（町・村）に属する最後の自治体であった。

  - 7月 - 文化会館が開館。
- 1982年（昭和57年）
  - 1月 - 地区保健センターが完成。
  - 4月 - 堀江公民館が開館、舞浜小学校が開校。
- 1983年（昭和58年）
  - 3月 - 中央図書館が開館、葛南警察署が発足。
  - 4月 - 東京ディズニーランドが開業、富岡公民館が開館、美浜北小学校が開校。
- 1984年（昭和59年）
  - 4月 - 富岡中学校、浦安南高校が開校。
  - 5月 - 順天堂大学浦安病院が開院。
- 1985年（昭和60年）
  - 2月 - 墓地公園問題が発生。
  - 3月 - 「非核平和都市」を宣言。
  - 4月 - 美浜中学校が開校。
  - 6月 - 中央公民館が開館。
  - 11月 - 老人人口比率が全国で最低に。
- 1986年（昭和61年）
  - 10月 - 新浦安駅駅前整備工事が着工。
- 1987年（昭和62年）4月 - 美浜公民館が開館、千葉地方法務局浦安出張所が開所。
- 1988年（昭和63年）
  - 4月 - 浦安総合福祉センターが開所、明海大学・日の出小学校・幼稚園・東海大付属浦安中学校が開校、浦安消防署堀江出張所が開所。
  - 10月17日 - 浦安郵便局が開局。
  - 12月1日 - JR京葉線：蘇我～新木場間が開通、新浦安駅・舞浜駅が開業。
- 1989年（昭和64年/平成元年）
  - 4月 - 順天堂医療短期大学・国際教育学院日本語学校・東野保育園が開校。
- 1990年（平成2年）
  - 1月 - オーランド市との姉妹都市提携に調印。
  - 7月 - 浦安市民プラザWave101オープン。
  - 9月 - CATV市内全域開局。
  - 12月 - 浦安中央武道館完成。
- 1991年（平成3年）
  - 5月 - 国際教育学院専門学校開校。
  - 10月 - 浦安市集合事務所（(株)SNU、施設利用福祉公社他）完成。
- 1994年（平成6年）
  - 4月 - 明海小学校開校
- 2001年（平成13年）
  - 9月4日 - 東京ディズニーシーが開業。
- 2003年（平成15年）
  - 4月 - 高洲小学校が開校。
- 2006年（平成18年）
  - 4月 -  了徳寺大学・明海南小学校・明海中学校が開校。
- 2010年（平成22年）
  - 観光庁から国際会議観光都市に認定された[7]。
- 2011年（平成23年）
  - 3月11日 東日本大震災による液状化現象被災[8]。
  - 3月24日 - 災害救助法の適用を受ける。
  - 4月1日 - 震災で敷地全体に被害の出た浦安南高校が船橋市の旧県立船橋旭高校校舎へ一時移転（8月31日まで）。6日に始業式、7日に入学式を実施する。
  - 4月10日 - 同月1日告示の千葉県議会議員選挙の浦安市選挙区での投開票事務の執行を松崎秀樹市長と市選挙管理委員会が拒否、期日前投票を含めて一切の投開票を行わないまま選挙を終える。これにより再選挙となり、それまでに内田悦嗣（のちの浦安市長）ら現職議員2名が一時失職する（第17回統一地方選挙#千葉県議会議員選挙の浦安市での選挙事務執行停止問題を参照）。
- 2012年（平成24年）
  - 9月 - 境川の最下流にある「日の出橋」が開通。
- 2013年（平成25年）
  - 4月 - 東日本大震災の本格的な復旧工事が始まる。
  - 6月 - 新潟県小千谷市との災害時の相互応援に関する協定を締結する。
- 2014年（平成26年）
  - 4月 - 高洲中学校が開校。
- 2015年（平成27年）
  - 4月 - 入船南小学校と入船北小学校が統合し、入船小学校が開校。
  - 5月 - レッドブル・エアレース・ワールドシリーズの1戦が千葉市美浜区を舞台に開催されるにあたり、参加機の仮設発着場が新町の護岸に設定される。以後2019年まで開催。
- 2016年（平成28年）
  - 6月 - 新市庁舎が完成。
- 2017年（平成29年）
  - 4月 - 浦安音楽ホールが完成。

航空機騒音
浦安市内の東京湾沿岸地区は、羽田空港が近い所にある。そのために風向きによっては（主に南 - 西）B、C、D滑走路に着陸する飛行機が低空で通過または旋回したりすることから、同地区に騒音問題が生じている。これは市でも深刻な問題として何回にもわたって取り上げられている。新設されたD滑走路は元々B滑走路と平行に作られるはずであったが、その場合騒音が大きいとして浦安市、千葉県が抗議したため7.5度方向をずらして建設が行われた。

### 市名の由来
初代浦安村長である新井甚佐衛門が「浦（海）やすかれ」と言ったのと、心安らかにという願いが込められたものとされる。
『日本書紀』第3巻「神武紀」の一節に「昔、伊弉諾尊この国を名づけて曰く、日本は浦安の国」と記されており、浦安は日本（大和）の古称・美称でもある。

## 人口
日本の市町村の中でも平均年齢の若い市町村である。かつては人口が急増していたが、近年は安定している。
| |                                        |  |
| 浦安市と全国の年齢別人口分布（2005年） | 浦安市の年齢・男女別人口分布（2005年） |  |
| ■紫色 ― 浦安市 ■緑色 ― 日本全国 | ■青色 ― 男性 ■赤色 ― 女性              |  |
| 浦安市（に相当する地域）の人口の推移 \| 1970年（昭和45年） \| 21,880人 \| \| \| 1975年（昭和50年） \| 32,251人 \| \| \| 1980年（昭和55年） \| 64,673人 \| \| \| 1985年（昭和60年） \| 93,756人 \| \| \| 1990年（平成2年） \| 115,675人 \| \| \| 1995年（平成7年） \| 123,654人 \| \| \| 2000年（平成12年） \| 132,984人 \| \| \| 2005年（平成17年） \| 155,290人 \| \| \| 2010年（平成22年） \| 164,877人 \| \| \| 2015年（平成27年） \| 164,024人 \| \| \| 2020年（令和2年） \| 171,362人 \| \| |                                        |  |
| 総務省統計局 国勢調査より |                                        |  |
| 1970年（昭和45年） | 21,880人                               |  |
| 1975年（昭和50年） | 32,251人                               |  |
| 1980年（昭和55年） | 64,673人                               |  |
| 1985年（昭和60年） | 93,756人                               |  |
| 1990年（平成2年） | 115,675人                              |  |
| 1995年（平成7年） | 123,654人                              |  |
| 2000年（平成12年） | 132,984人                              |  |
| 2005年（平成17年） | 155,290人                              |  |
| 2010年（平成22年） | 164,877人                              |  |
| 2015年（平成27年） | 164,024人                              |  |
| 2020年（令和2年） | 171,362人                              |  |

東日本大震災の影響で2011年に市制施行以来初めて人口が減少したが、復旧の進捗に伴い2016年には震災前の水準まで回復した。

## 町名
浦安市では、一部の区域で住居表示に関する法律に基づく住居表示が実施されている。
| 町名           | 町名の読み     | 町区域新設年月日 | 住居表示実施年月日 | 住居表示実施前の町名等 | 備考 |
| -------------- | -------------- | ---------------- | ------------------ | --- | ---- |
| 猫実一丁目     | ねこざね       | 1981年10月1日    | 1981年10月1日      | 大字猫実字上高洲・字中高洲・字己ノ割の各全部と大字猫実字沖ノ割・字辰巳・字砂田、海楽の各一部                                                                         |      |
| 猫実二丁目     | ねこざね       | 1981年10月1日    | 1981年10月1日      | 大字猫実字南圦樋中ノ割の全部と大字猫実字南圦樋上ノ割・字辰巳・字砂田・字神明下・字新中宿の各一部                                                                     |      |
| 猫実三丁目     | ねこざね       | 1981年10月1日    | 1981年10月1日      | 大字猫実字生子通・字新田古堤・字甲未ノ割の各全部と大字猫実字南圦樋上ノ割・字本屋敷・字神明下・字新中宿の各一部                                                       |      |
| 猫実四丁目     | ねこざね       | 1981年10月1日    | 1981年10月1日      | 大字猫実字六瀬割の全部と大字猫実字代官割・字本屋敷・字元割・字大宮前・字郷蔵尻の各一部                                                                               |      |
| 猫実五丁目     | ねこざね       | 1981年10月1日    | 1981年10月1日      | 大字猫実字大宮前・字本屋敷・字郷蔵尻、大字欠真間飛地字堂屋敷・字下ノ割、大字当代島字新田通・字下ノ割・字中ノ割の各一部                                               |      |
| 当代島一丁目   | とうだいじま   | 1981年10月1日    | 1981年10月1日      | 大字猫実字大宮前・字元割・字郷蔵尻、大字欠真間飛地字地蔵廻・字堂屋敷・字下ノ割・字池ノ割、大字当代島字新田通・字中ノ割・字上ノ割・字北境・字地蔵通・字代官割の各一部 |      |
| 当代島二丁目   | とうだいじま   | 1981年10月1日    | 1981年10月1日      | 大字欠真間飛地字当代、大字当代島字南側・字大川端・字南萱畑の各全部と大字欠真間飛地字地蔵廻・字池ノ割、大字当代島字新田通・字上ノ割・字北境・字地蔵通の各一部         |      |
| 当代島三丁目   | とうだいじま   | 1981年10月1日    | 1981年10月1日      | 大字当代島字立脇・字北萱畑、大字新井飛地字堤外通の各全部と大字当代島字地蔵通・字北境の各一部                                                                         |      |
| 北栄一丁目     | きたざかえ     | 1981年10月1日    | 1981年10月1日      | 大字猫実字元割、大字当代島字北境の各一部 |      |
| 北栄二丁目     | きたざかえ     | 1981年10月1日    | 1981年10月1日      | 大字当代島字北境の一部 |      |
| 北栄三丁目     | きたざかえ     | 1981年10月1日    | 1981年10月1日      | 大字猫実字新中宿の一部 |      |
| 北栄四丁目     | きたざかえ     | 1981年10月1日    | 1981年10月1日      | 大字猫実字沖ノ割・字新中宿・字砂田、海楽の各一部 |      |
| 堀江一丁目     | ほりえ         | 1982年10月1日    | 1982年10月1日      | 大字堀江字東野の全部と大字堀江字旭、東野の各一部 |      |
| 堀江二丁目     | ほりえ         | 1982年10月1日    | 1982年10月1日      | 大字堀江字古田・字富士見・字旭の各一部 |      |
| 堀江三丁目     | ほりえ         | 1982年10月1日    | 1982年10月1日      | 大字堀江字古田・字富士見の各一部 |      |
| 堀江四丁目     | ほりえ         | 1982年10月1日    | 1982年10月1日      | 大字堀江字五丁歩の全部と大字堀江字古田・字富士見の各一部 |      |
| 堀江五丁目     | ほりえ         | 1982年10月1日    | 1982年10月1日      | 大字堀江字富士見・字河口の各一部 |      |
| 堀江六丁目     | ほりえ         | 1982年10月1日    | 1982年10月1日      | 大字堀江字旭・字吹上の各一部 |      |
| 富士見一丁目   | ふじみ         | 1982年10月1日    | 1982年10月1日      | 大字堀江字吹上の一部 |      |
| 富士見二丁目   | ふじみ         | 1982年10月1日    | 1982年10月1日      | 大字堀江字河口・字吹上の各一部 |      |
| 富士見三丁目   | ふじみ         | 1982年10月1日    | 1982年10月1日      | 大字堀江字河口の一部 |      |
| 富士見四丁目   | ふじみ         | 1982年10月1日    | 1982年10月1日      | 大字堀江字吹上の一部 |      |
| 富士見五丁目   | ふじみ         | 1982年10月1日    | 1982年10月1日      | 大字堀江字吹上、東野の各一部 |      |
| 東野一丁目     | ひがしの       | 1982年10月1日    | 1982年10月1日      | 東野の一部 |      |
| 東野二丁目     | ひがしの       | 1982年10月1日    | 1982年10月1日      | 東野の一部 |      |
| 東野三丁目     | ひがしの       | 1982年10月1日    | 1982年10月1日      | 東野の一部 |      |
| 鉄鋼通り一丁目 | てっこうどおり | 1983年10月1日    | 1983年10月1日      | 鉄鋼通り、今川の各一部 |      |
| 鉄鋼通り二丁目 | てっこうどおり | 1983年10月1日    | 1983年10月1日      | 鉄鋼通りの一部 |      |
| 鉄鋼通り三丁目 | てっこうどおり | 1983年10月1日    | 1983年10月1日      | 鉄鋼通りの一部 |      |
| 富岡一丁目     | とみおか       | 1983年10月1日    | 1983年10月1日      | 富岡の一部 |      |
| 富岡二丁目     | とみおか       | 1983年10月1日    | 1983年10月1日      | 富岡、今川の各一部 |      |
| 富岡三丁目     | とみおか       | 1983年10月1日    | 1983年10月1日      | 富岡、今川の各一部 |      |
| 富岡四丁目     | とみおか       | 1983年10月1日    | 1983年10月1日      | 富岡の一部 |      |
| 今川一丁目     | いまがわ       | 1983年10月1日    | 1983年10月1日      | 今川の一部 |      |
| 今川二丁目     | いまがわ       | 1983年10月1日    | 1983年10月1日      | 今川の一部 |      |
| 今川三丁目     | いまがわ       | 1983年10月1日    | 1983年10月1日      | 今川の一部 |      |
| 今川四丁目     | いまがわ       | 1983年10月1日    | 1983年10月1日      | 今川の一部 |      |
| 弁天一丁目     | べんてん       | 1983年10月1日    | 1983年10月1日      | 弁天、富岡の各一部 |      |
| 弁天二丁目     | べんてん       | 1983年10月1日    | 1983年10月1日      | 弁天、富岡、鉄鋼通り、今川の各一部 |      |
| 弁天三丁目     | べんてん       | 1983年10月1日    | 1983年10月1日      | 弁天、鉄鋼通りの各一部 |      |
| 弁天四丁目     | べんてん       | 1983年10月1日    | 1983年10月1日      | 弁天の一部 |      |
| 海楽一丁目     | かいらく       | 1983年10月1日    | 1983年10月1日      | 海楽の一部 |      |
| 海楽二丁目     | かいらく       | 1983年10月1日    | 1983年10月1日      | 海楽の一部 |      |
| 入船一丁目     | いりふね       | 1987年10月12日   | 1987年10月12日     | 入船の一部 |      |
| 入船二丁目     | いりふね       | 1987年10月12日   | 1987年10月12日     | 入船の一部 |      |
| 入船三丁目     | いりふね       | 1987年10月12日   | 1987年10月12日     | 入船の一部 |      |
| 入船四丁目     | いりふね       | 1987年10月12日   | 1987年10月12日     | 入船の一部 |      |
| 入船五丁目     | いりふね       | 1987年10月12日   | 1987年10月12日     | 入船、美浜の各一部 |      |
| 入船六丁目     | いりふね       | 1987年10月12日   | 1987年10月12日     | 入船の一部 |      |
| 美浜一丁目     | みはま         | 1987年10月12日   | 1987年10月12日     | 美浜、入船の各一部 |      |
| 美浜二丁目     | みはま         | 1987年10月12日   | 1987年10月12日     | 美浜、入船の各一部 |      |
| 美浜三丁目     | みはま         | 1987年10月12日   | 1987年10月12日     | 美浜の一部 |      |
| 美浜四丁目     | みはま         | 1987年10月12日   | 1987年10月12日     | 美浜の一部 |      |
| 美浜五丁目     | みはま         | 1987年10月12日   | 1987年10月12日     | 美浜、入船の各一部 |      |
| 舞浜二丁目     | まいはま       | 1987年10月12日   | 1987年10月12日     | 舞浜の一部 |      |
| 舞浜三丁目     | まいはま       | 1987年10月12日   | 1987年10月12日     | 舞浜、鉄鋼通りの各一部 |      |
| 舞浜           | まいはま       | 1975年11月29日   | 未実施             | |      |
| 港             | みなと         | 1979年9月21日    | 未実施             | |      |
| 千鳥           | ちどり         | 1979年9月21日    | 未実施             | |      |
| 明海一丁目     | あけみ         | 2006年9月19日    | 2006年9月19日      | 明海の一部 |      |
| 明海二丁目     | あけみ         | 2006年9月19日    | 2006年9月19日      | 明海の一部 |      |
| 明海三丁目     | あけみ         | 2006年9月19日    | 2006年9月19日      | 明海の一部 |      |
| 明海四丁目     | あけみ         | 2006年9月19日    | 2006年9月19日      | 明海の一部 |      |
| 明海五丁目     | あけみ         | 2006年9月19日    | 2006年9月19日      | 明海の一部 |      |
| 明海六丁目     | あけみ         | 2006年9月19日    | 2006年9月19日      | 明海の一部 |      |
| 明海七丁目     | あけみ         | 2006年9月19日    | 2006年9月19日      | 明海の一部 |      |
| 日の出一丁目   | ひので         | 2006年9月19日    | 2006年9月19日      | 日の出の一部 |      |
| 日の出二丁目   | ひので         | 2006年9月19日    | 2006年9月19日      | 日の出の一部 |      |
| 日の出三丁目   | ひので         | 2006年9月19日    | 2006年9月19日      | 日の出の一部 |      |
| 日の出四丁目   | ひので         | 2006年9月19日    | 2006年9月19日      | 日の出の一部 |      |
| 日の出五丁目   | ひので         | 2006年9月19日    | 2006年9月19日      | 日の出の一部 |      |
| 日の出六丁目   | ひので         | 2006年9月19日    | 2006年9月19日      | 日の出の一部 |      |
| 日の出七丁目   | ひので         | 2006年9月19日    | 2006年9月19日      | 日の出の一部 |      |
| 日の出八丁目   | ひので         | 2006年9月19日    | 2006年9月19日      | 日の出の一部 |      |
| 高洲一丁目     | たかす         | 2004年10月12日   | 2004年10月12日     | 高洲の一部 |      |
| 高洲二丁目     | たかす         | 2004年10月12日   | 2004年10月12日     | 高洲の一部 |      |
| 高洲三丁目     | たかす         | 2004年10月12日   | 2004年10月12日     | 高洲の一部 |      |
| 高洲四丁目     | たかす         | 2004年10月12日   | 2004年10月12日     | 高洲の一部 |      |
| 高洲五丁目     | たかす         | 2004年10月12日   | 2004年10月12日     | 高洲の一部 |      |
| 高洲六丁目     | たかす         | 2004年10月12日   | 2004年10月12日     | 高洲の一部 |      |
| 高洲七丁目     | たかす         | 2004年10月12日   | 2004年10月12日     | 高洲の一部 |      |
| 高洲八丁目     | たかす         | 2004年10月12日   | 2004年10月12日     | 高洲の一部 |      |
| 高洲九丁目     | たかす         | 2004年10月12日   | 2004年10月12日     | 高洲の一部 |      |

- 元町地区 - 古くからの浦安町域
- 中町地区 - 第1期埋立地（1962年 - 1975年）
- 新町地区 - 第2期埋立地（1975年 - 1981年）

写真で見る元町、中町、新町地区

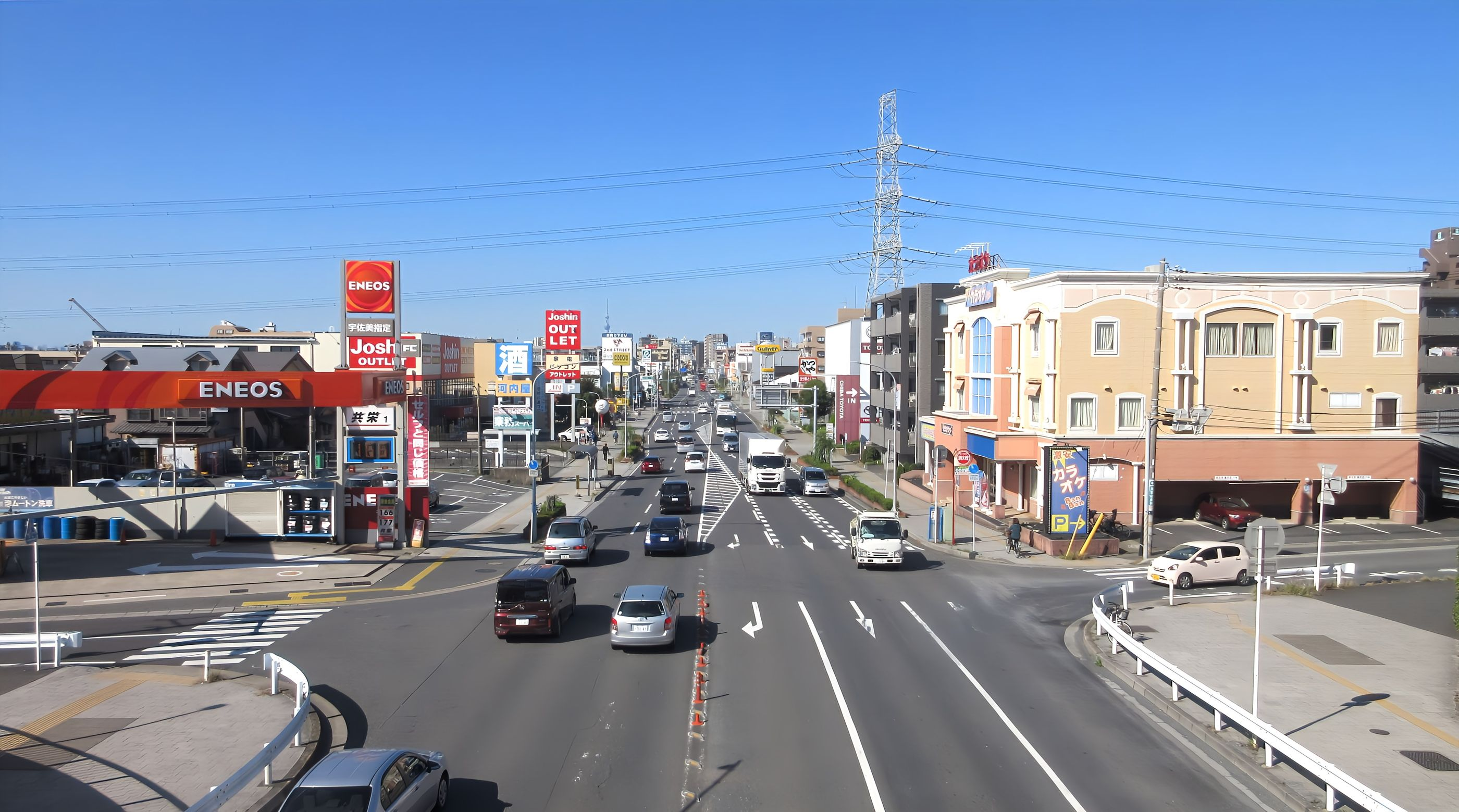
元町 - 海楽歩道橋より臨む元町方面
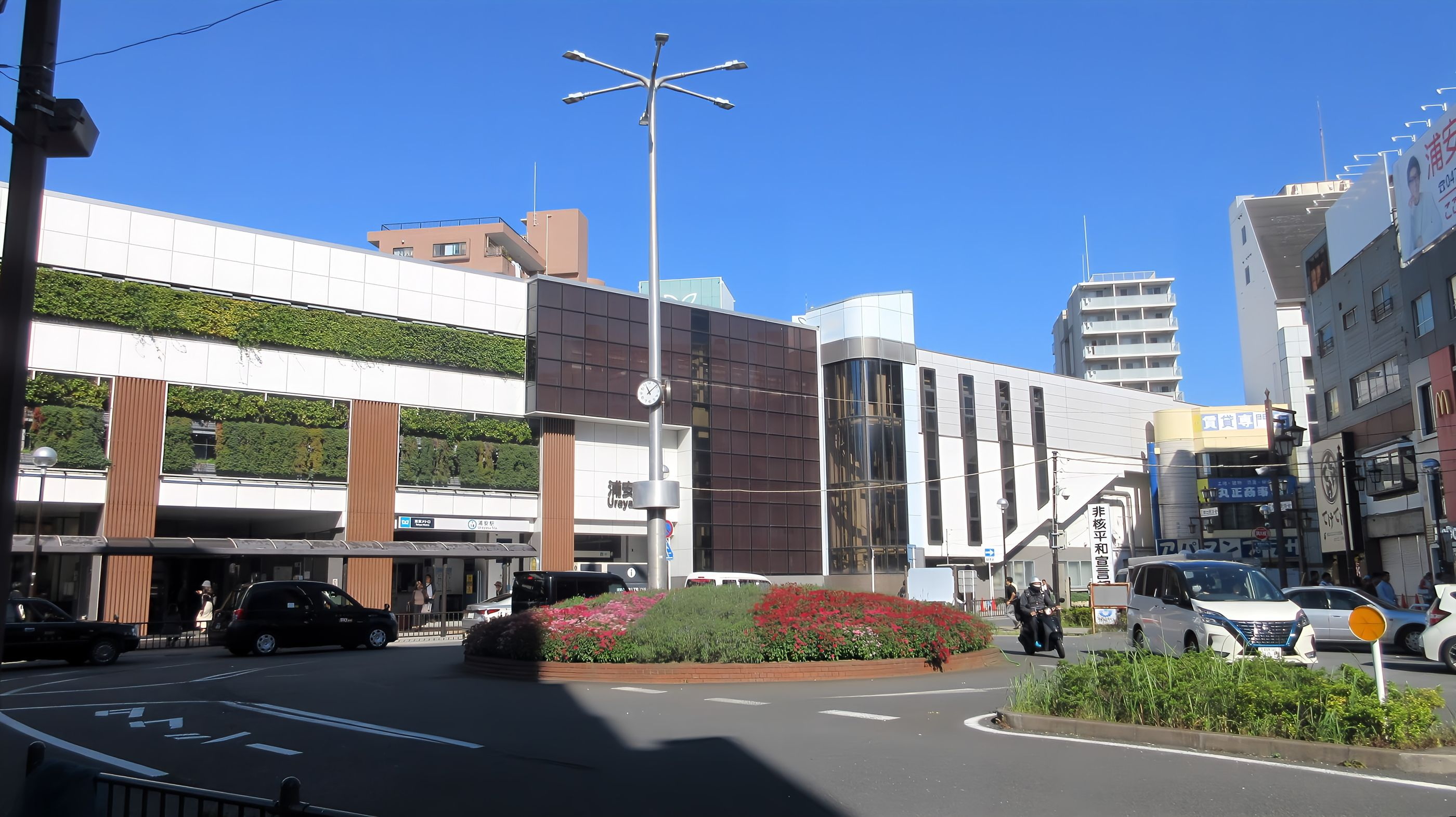
元町 - 東西線・浦安駅
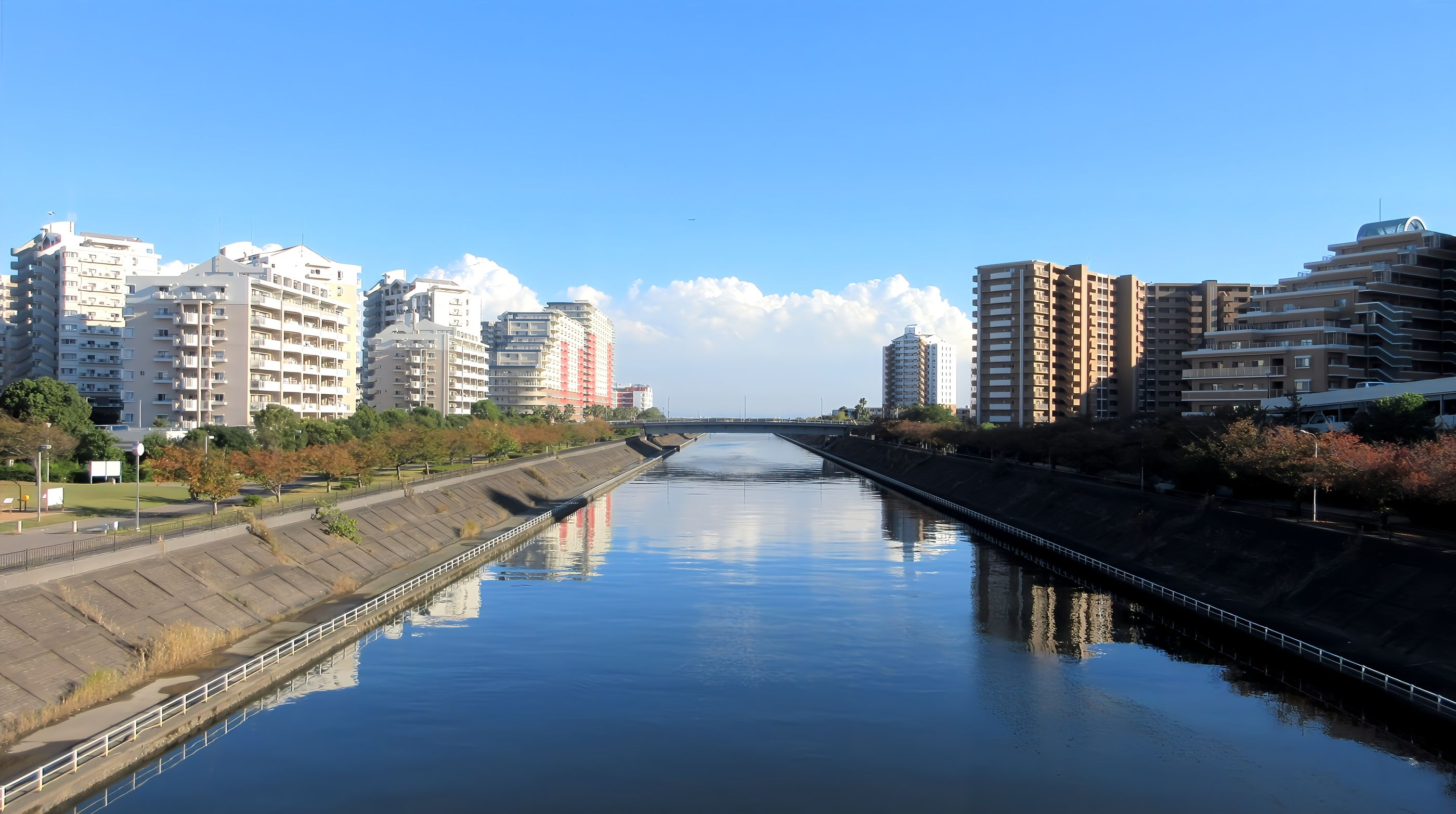
新町 - 境川の高洲橋より撮影
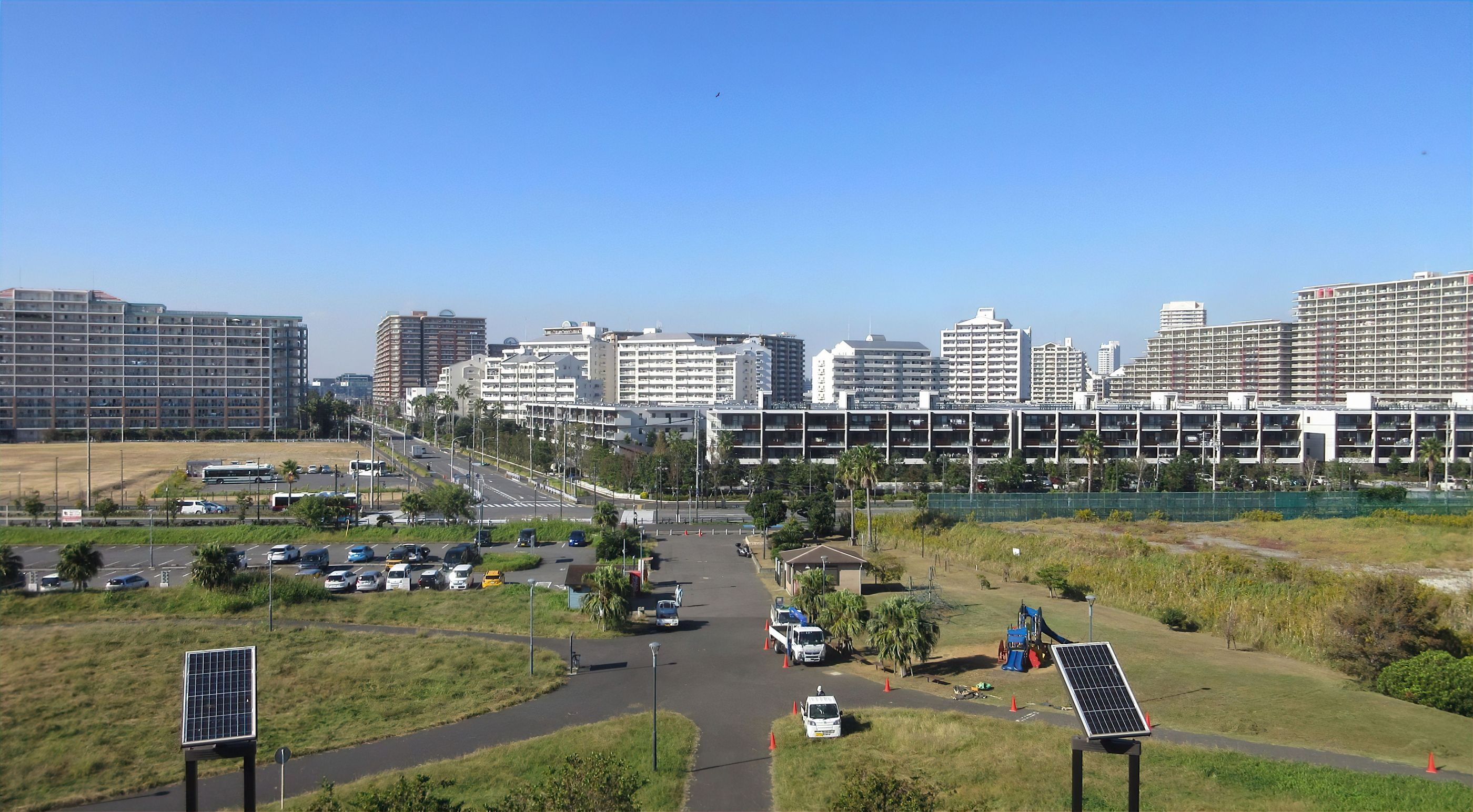
新町 - 高州海浜公園からの景観
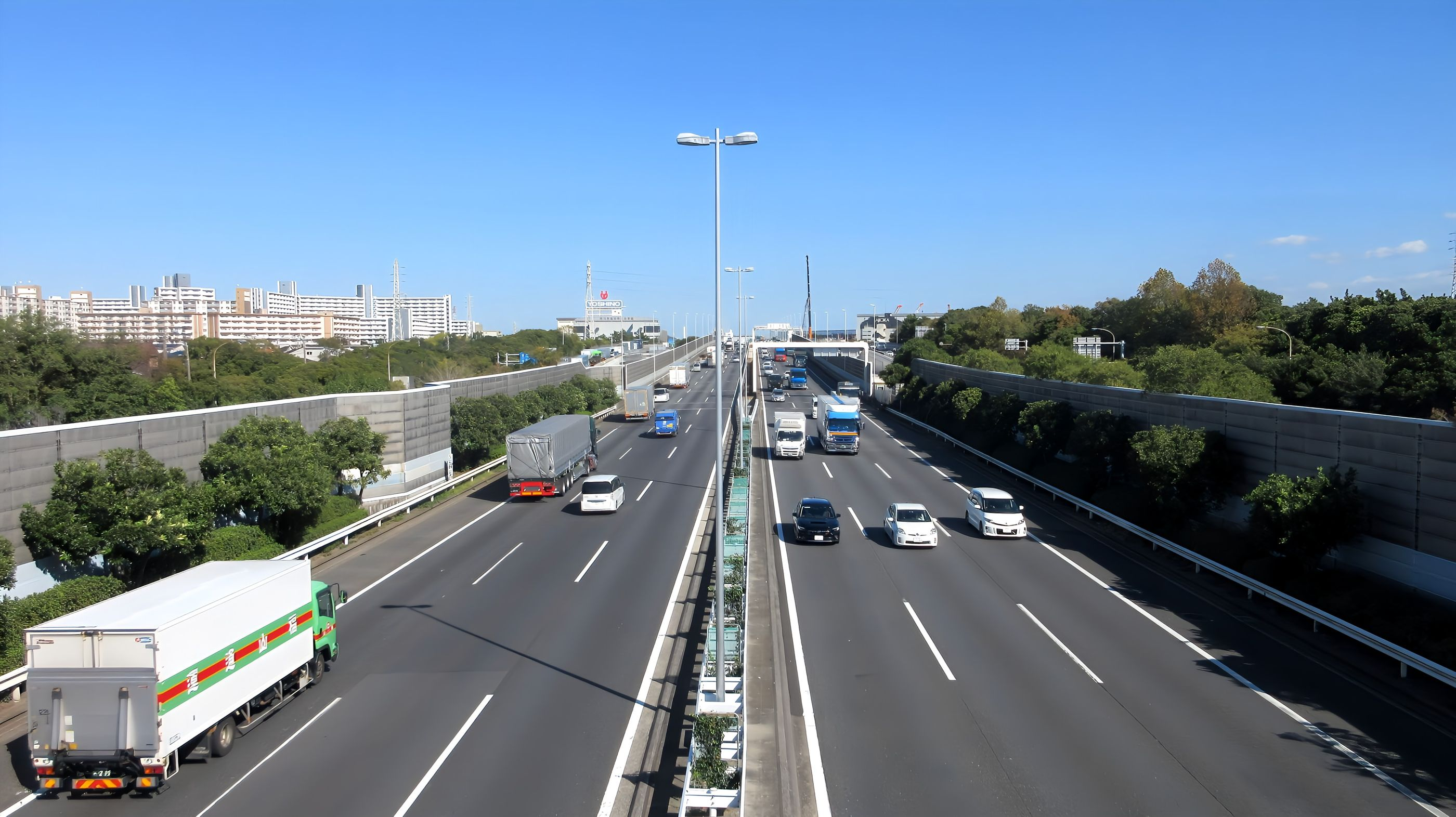
中町 - 首都高湾岸線の浦安IC歩道より撮影
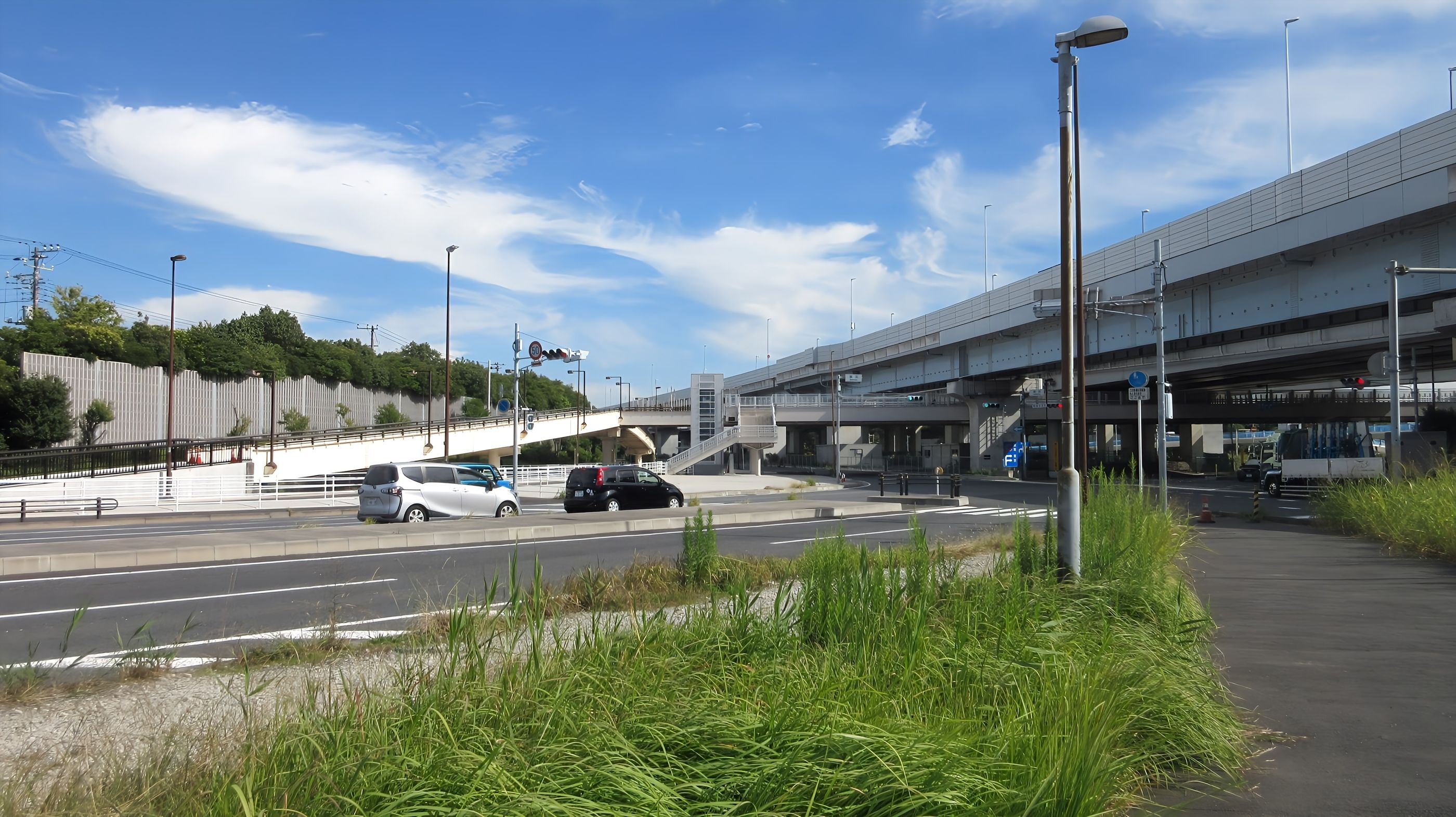
中町 - 舞浜二丁目・首都高湾岸線

## 行政

### 市長
- 熊川好生（くまかわ よしお）（1981年4月 - 1998年9月28日）5期
※浦安町長の頃から数えると8期、29年となる。体調不良を理由に任期を残して辞職。
- 松崎秀樹（まつざき ひでき）（1998年11月1日 - 2017年2月9日）5期
※千葉県知事選挙に出馬のため任期を残して辞職。
- 内田悦嗣（うちだ えつし）（2017年3月26日 - ）3期目

市長選挙
- 2021年3月21日執行

※当日有権者数：137,278人 最終投票率：45.74%（前回比：+0.54pts）
| 候補者名 | 年齢 | 所属党派 | 新旧別 | 得票数   | 得票率 | 推薦・支持             |
| -------- | ---- | -------- | ------ | -------- | ------ | ---------------------- |
| 内田悦嗣 | 56   | 無所属   | 現     | 36,425票 | 58.88% | 推薦：自民、公明、維新 |
| 松崎秀樹 | 71   | 無所属   | 元     | 25,438票 | 41.12% |                        |

- 2017年3月26日執行[10]

※当日有権者数：132,164人 最終投票率：45.20%（前回比：+4.64pts）
| 候補者名   | 年齢 | 所属党派 | 新旧別 | 得票数   | 得票率 | 推薦・支持       |
| ---------- | ---- | -------- | ------ | -------- | ------ | ---------------- |
| 内田悦嗣   | 52   | 無所属   | 新     | 27,448票 | 47.03% | 推薦：自民、公明 |
| 折本ひとみ | 59   | 無所属   | 新     | 16,312票 | 27.95% |                  |
| 岡野純子   | 38   | 無所属   | 新     | 14,600票 | 25.02% |                  |

- 2014年10月26日執行[11]

※当日有権者数：125,211人 最終投票率：40.56%（前回比：-5.15pts）
| 候補者名   | 年齢 | 所属党派 | 新旧別 | 得票数   | 得票率 | 推薦・支持 |
| ---------- | ---- | -------- | ------ | -------- | ------ | ---------- |
| 松崎秀樹   | 64   | 無所属   | 現     | 29,144票 | 58.24% |            |
| 折本ひとみ | 56   | 無所属   | 新     | 18,608票 | 37.18% |            |
| 巌洋輔     | 28   | 無所属   | 新     | 2,291票  | 4.58%  |            |

- 2010年10月24日執行[12]

※当日有権者数：124,970人 最終投票率：45.06%（前回比：-0.65pts）
| 候補者名   | 年齢 | 所属党派 | 新旧別 | 得票数   | 得票率 | 推薦・支持 |
| ---------- | ---- | -------- | ------ | -------- | ------ | ---------- |
| 松崎秀樹   | 60   | 無所属   | 現     | 28,264票 | 51.65% |            |
| 折本ひとみ | 52   | 無所属   | 新     | 23,386票 | 42.73% |            |
| 坪井祐一   | 28   | 無所属   | 新     | 3,075票  | 5.62%  |            |

- 2006年10月22日執行[13]

※当日有権者数：119,673人 最終投票率：45.71%（前回比：-2.79pts）
| 候補者名   | 年齢 | 所属党派 | 新旧別 | 得票数   | 得票率 | 推薦・支持 |
| ---------- | ---- | -------- | ------ | -------- | ------ | ---------- |
| 松崎秀樹   | 56   | 無所属   | 現     | 17,653票 | 32.70% |            |
| 折本ひとみ | 48   | 無所属   | 新     | 16,268票 | 30.14% |            |
| 丹下剛     | 64   | 無所属   | 新     | 11,581票 | 21.46% |            |
| 西山幸男   | 45   | 無所属   | 新     | 8,476票  | 15.70% |            |

- 2002年10月27日執行[14]

※当日有権者数：107,368人 最終投票率：48.50%（前回比：-0.55pts）
| 候補者名 | 年齢 | 所属党派 | 新旧別 | 得票数   | 得票率 | 推薦・支持 |
| -------- | ---- | -------- | ------ | -------- | ------ | ---------- |
| 松崎秀樹 | 52   | 無所属   | 現     | 31,022票 | 60.58% |            |
| 熊川賢司 | 42   | 無所属   | 新     | 20,190票 | 39.42% |            |

- 1998年11月8日執行[15]

※当日有権者数：96,627人 最終投票率：49.05%（前回比：-2.31pts）
| 候補者名     | 年齢 | 所属党派 | 新旧別 | 得票数   | 得票率 | 推薦・支持 |
| ------------ | ---- | -------- | ------ | -------- | ------ | ---------- |
| 松崎秀樹     | 48   | 無所属   | 新     | 17,508票 | 37.41% |            |
| 宇田川敬之助 | 62   | 無所属   | 新     | 15,109票 | 32.28% |            |
| 若山和生     | 57   | 無所属   | 新     | 10,229票 | 21.85% |            |
| 元木美奈子   | 49   | 無所属   | 新     | 3,958票  | 8.46%  |            |

### 警察・消防
- 浦安警察署
  - 浦安駅前交番
  - 新浦安駅前交番
  - 富岡交番
  - 富士見交番
  - 舞浜駅前交番
  - 日の出交番
- 千葉県公安委員会届出自動車教習所
  - わかば自動車学校
- 浦安市消防本部

### 市章
初代
浦安町制50周年記念事業の一環として一般公募で募集し、抽選した結果、1位の紋章が選ばれた。「ウラ」を図案化したものであり、1959年10月27日に制定された。単独市制後も継承され使用された。
2代目
浦安誕生100周年記念事業の一環として、一般公募で募集し、応募総数1205点の中から、浦安市民投票・浦安市市章選考委員会により選考された作品を浦安市議会の議決で決定してその結果、「U」を太陽が昇るように図案化したものであり、1991年4月1日に制定される。さらに色は緑色と青色が指定されている。

初代の市章
2代目の市章

## 議会

### 浦安市議会
- 定数：21人
- 任期：2019年4月30日 - 2023年4月29日[19]
- 議長：宝新（自由民主党・無所属クラブ）
- 副議長：中村理香子（公明党）

| 会派名                   | 議席数 | 議員名                                                                 |
| ------------------------ | ------ | ---------------------------------------------------------------------- |
| 自由民主党・無所属クラブ | 8      | 深作勇、辻田明、岡本善徳、宝新、西川嘉純、宮坂奈緒、小林彰宏、毎田潤子 |
| 公明党                   | 3      | 秋葉要、中村理香子、一瀬健二                                           |
| 日本共産党               | 2      | 元木美奈子、美勢麻里                                                   |
| うらやす民主             | 2      | 岡野純子、吉村啓治、よしい由美                                         |
| 市民の会                 | 2      | 西山幸男、水野実                                                       |
| 無会派                   | 4      | 広瀬明子、折本ひとみ、末益隆志、柳毅一郎、芦田よしえ                   |
| 計                       | 21     |                                                                        |

### 県議会
2023年千葉県議会議員選挙
- 選挙区：浦安市選挙区
- 定数：2人
- 投票日：2023年4月9日
- 当日有権者数：137,749人
- 投票率：37.35％

| 候補者名 | 当落 | 年齢 | 党派名       | 新旧別 | 得票数   |
| -------- | ---- | ---- | ------------ | ------ | -------- |
| 宮坂奈緒 | 当   | 44   | 自由民主党   | 現     | 16,516票 |
| 折本龍則 | 当   | 38   | 無所属       | 新     | 14,940票 |
| 芳井由美 | 落   | 53   | 立憲民主党   | 新     | 13,807票 |
| 清水克久 | 落   | 67   | 日本維新の会 | 新     | 5,367票  |

2019年千葉県議会議員選挙
- 選挙区：浦安市選挙区
- 定数：2人
- 投票日：2019年4月7日
- 当日有権者数：134,844人
- 投票率：34.03％

| 候補者名   | 当落 | 年齢 | 党派名     | 新旧別 | 得票数   | 備考                 |
| ---------- | ---- | ---- | ---------- | ------ | -------- | -------------------- |
| 矢崎堅太郎 | 当   | 51   | 立憲民主党 | 現     | 19,233票 | 2021年10月19日に辞職 |
| 宮坂奈緒   | 当   | 40   | 無所属     | 新     | 13,371票 |                      |
| 岡本善徳   | 落   | 57   | 無所属     | 新     | 12,356票 |                      |

### 衆議院
- 選挙区：千葉5区（市川市の一部、浦安市）
- 投票日：2023年4月23日（補欠選挙）
- 当日有権者数：451,273人
- 投票率：38.25％

| 当落 | 候補者名       | 年齢 | 所属党派       | 新旧別 | 得票数       | 重複 |
| ---- | -------------- | ---- | -------------- | ------ | ------------ | ---- |
| 当   | 英利アルフィヤ | 34   | 自由民主党     | 新     | 50,578票     |      |
|      | 矢崎堅太郎     | 55   | 立憲民主党     | 新     | 45,635.399票 |      |
|      | 岡野純子       | 44   | 国民民主党     | 新     | 24,842票     |      |
|      | 岸野智康       | 28   | 日本維新の会   | 新     | 22,952票     |      |
|      | 斉藤和子       | 48   | 日本共産党     | 元     | 12,360票     |      |
|      | 星健太郎       | 43   | 無所属         | 新     | 6,561.599票  |      |
|      | 織田三江       | 41   | 政治家女子48党 | 新     | 2,463票      |      |

## 経済
浦安市では、オリエンタルランドが経営する東京ディズニーリゾートが圧倒的な知名度があるため、市の財政がオリエンタルランドに強く依存している（一種の企業城下町）という印象を持たれやすいが、市は海面埋立事業の当初から「住宅地の造成」、「大規模遊園地の誘致」、「鉄鋼流通基地の形成」を三本柱として計画的な開発を進め、各部門において顕著な成功を収めており、バランスの良い財源を持っていると言える。なお、歳入の市税区分においてオリエンタルランドを含む法人市民税は例年1割程度であり、個人市民税と固定資産税で8割程度を構成している。東京ディズニーリゾートが市のイメージ形成において核心を担っていることは否定できないものの、豊かな税収は平均所得の高さと住宅人気に大きく依存していると考えられる。

### 産業
農業
1979年以降、市内に農地はない。
工業
- 浦安鉄鋼団地（日本最大級の鉄鋼流通基地[22]）

漁業
市制施行以前、地域の主産業は一貫して漁業であったが、一般に「黒い水事件」と呼ばれる1958年の江戸川漁業被害を契機として漁業権を放棄。現在は、観光用の釣り船などが営業するのみとなっている。
商業
舞浜地区は、東京ディズニーリゾートのテーマパーク本体以外にも当リゾート公式・公認ホテル群とショッピングモール「イクスピアリ」、さらに演劇・コンサート用ホールの「舞浜アンフィシアター」などを抱える一大アミューズメントエリアとなっており、周囲に展開する多数の他系列のホテルも含め来訪する観光客に対応している。

#### 主な商業施設
- イオン新浦安ショッピングセンター
- MONA新浦安
- イクスピアリ

#### 浦安市に本社・本店を置く企業
| あ - アールシー・ジャパン い - イクスピアリ え - エクセル航空 - エフエム浦安 - Mテック - MBM お - オーエルシー・キッチンテクノ - オリエンタルランド（東証プライム） く - グリーンアンドアーツ し - シー・ヴイ・エス・ベイエリア（東証プライム） - ジェイコム千葉 そ - 草風館 て - デザインファクトリー - デモクラTV と - 東京ベイシティ交通 ふ - フォトワークス - フジデン - ブライトンホテルズ | へ - ベイフードサービス ほ - ホースケア ま - マイクロ・テック - 舞浜コーポレーション - 舞浜ビジネスサービス - 舞浜リゾートキャブ - 舞浜リゾートライン み - ミリアルリゾートホテルズ ゆ - ユニディ - 湯巡り万華郷 よ - 吉野屋 り - リーガルコーポレーション（東証スタンダード） - リエイ わ - ワイズマート |

## 姉妹都市・提携都市

### 海外
姉妹都市
- オーランド市（アメリカ合衆国フロリダ州）- 1989年10月23日に姉妹都市提携。
浦安市は前述にもあるように東京ディズニーリゾートの所在地である。オーランド市はウォルト・ディズニー・ワールド・リゾートの所在地であり、この関連により姉妹都市提携を結んだ。

### 日本国内
提携都市
- 茨城県下妻市
2012年（平成24年）4月18日 災害時相互応援協定締結。
2012年（平成24年）10月10日 災害時ホームページ代理掲載に関する覚書締結。
- 茨城県北茨城市
2012年（平成24年）5月25日 災害時相互応援協定締結。
- 愛知県弥富市
2012年（平成24年）9月27日 災害時相互応援協定締結。
- 滋賀県犬上郡豊郷町
2012年（平成24年）10月3日 災害時相互応援協定締結。
- 長野県茅野市
2012年（平成24年）10月22日 災害時相互応援協定締結。
- 群馬県高崎市
2012年（平成24年）11月27日 災害時相互応援協定締結。
- 新潟県新発田市
2013年（平成25年）5月21日 災害時相互応援協定締結。
- 新潟県小千谷市
2013年（平成25年）7月11日 災害時相互応援協定締結。
- 茨城県つくばみらい市
2013年（平成25年）10月2日 災害時相互応援協定締結。
- 東京江戸川区
2019年（令和元年）9月4日 災害時相互応援協定締結。
- 東京羽村市
2024年（令和6年）12月1日 災害時相互応援協定締結。

## 地域
近年、東京都の都心までの通勤時間の短さなど利便性の良さや、市内に東京ディズニーリゾートが所在すること、埋立地を中心に計画的に整えられた住環境の良さが注目され、マンション建設が相次いでいる。新町地区のマリナイースト地区の地権者は都市再生機構（旧都市基盤整備公団）などであり、開発計画に基づいた開発が進められている。そのため道路が広く、公園が多いことから緑が豊かである。
東京ディズニーリゾートの入園者数が堅調なことを受け、2015年以降、浦安市内に既存のホテルの改装、増築や新規ホテルの建築、開業が相次いでいる。

### 宿泊施設
市内には東京ディズニーリゾート (TDR) 直営・公式ホテルとしてディズニーホテル（TDR直営）、オフィシャルホテル、パートナーホテルの3種類ある。
| - ディズニーホテル - ディズニーアンバサダーホテル - 東京ディズニーシー・ホテルミラコスタ - 東京ディズニーランドホテル - 東京ディズニーセレブレーションホテル（旧パーム&ファウンテンテラスホテル） - 東京ディズニーリゾート・トイ・ストーリーホテル - 東京ディズニーシー・ファンタジースプリングスホテル - オフィシャルホテル - 東京ベイ舞浜ホテル ファーストリゾート - シェラトン・グランデ・トーキョーベイ・ホテル - ヒルトン東京ベイ - ホテルオークラ東京ベイ - グランドニッコー東京ベイ 舞浜 - 東京ベイ舞浜ホテル - パートナーホテル - 浦安ブライトンホテル東京ベイ - オリエンタルホテル東京ベイ - ホテルエミオン東京ベイ - 三井ガーデンホテルプラナ東京ベイ | その他ホテル - 星野リゾート 1955 東京ベイ - イビススタイルズ東京ベイ - 浦安サンホテル - 浦安ビューフォートホテル - コンフォートスイーツ東京ベイ - ハイアットリージェンシー東京ベイ - 日和ホテル舞浜 - フォーストーリーズホテル舞浜東京ベイ - フレックステイイン新浦安 - ベイホテル浦安駅前 - ペンション&カフェ アンバースデイ - 変なホテル舞浜東京ベイ - ホテル醍醐 - ホテルドリームゲート舞浜 - ホテルマイステイズ舞浜 - マイステイズ新浦安コンファレンスセンター - 舞浜ユーラシア - ラ・ジェント・ホテル東京ベイ |

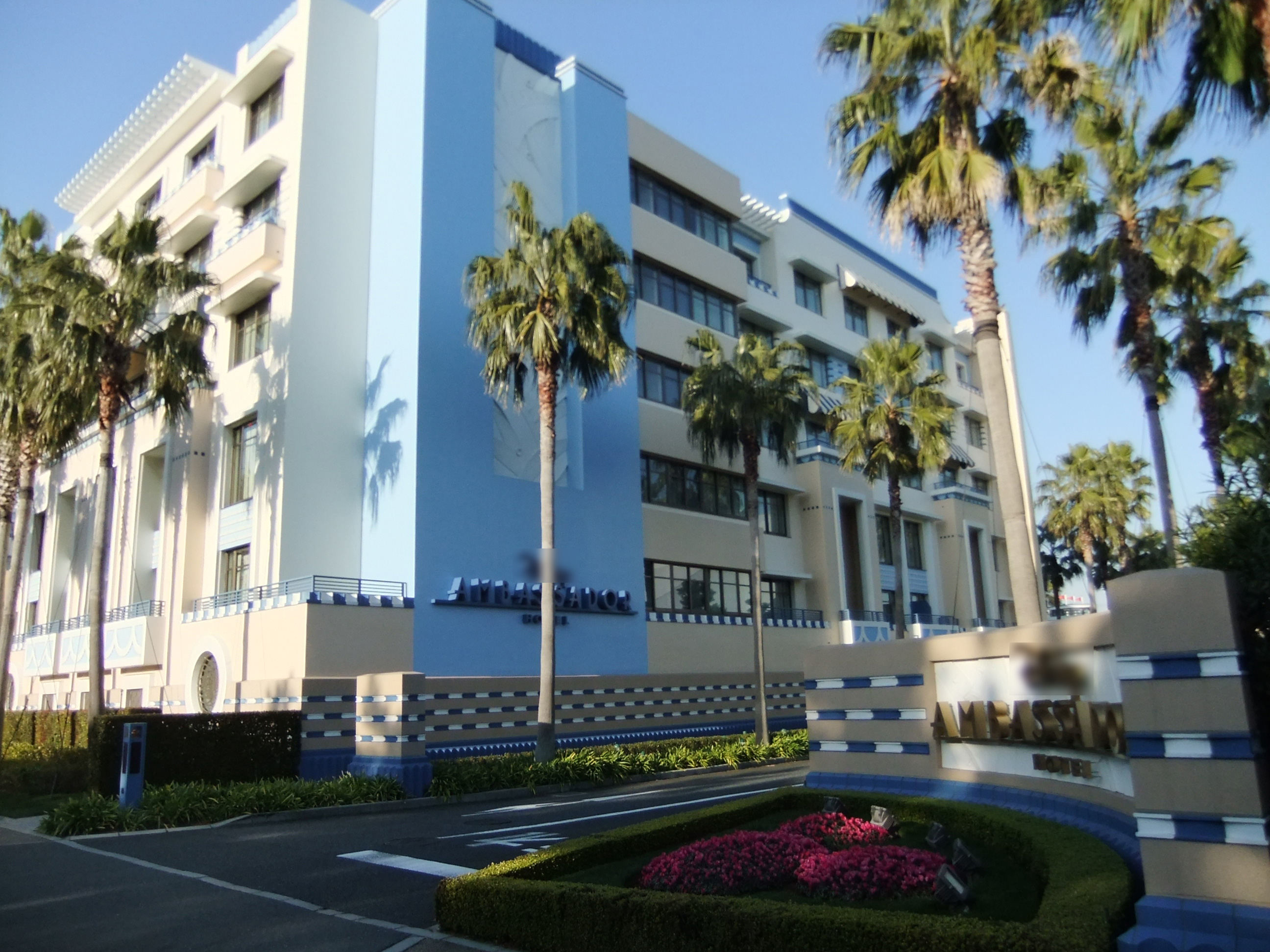
ディズニーアンバサダーホテル
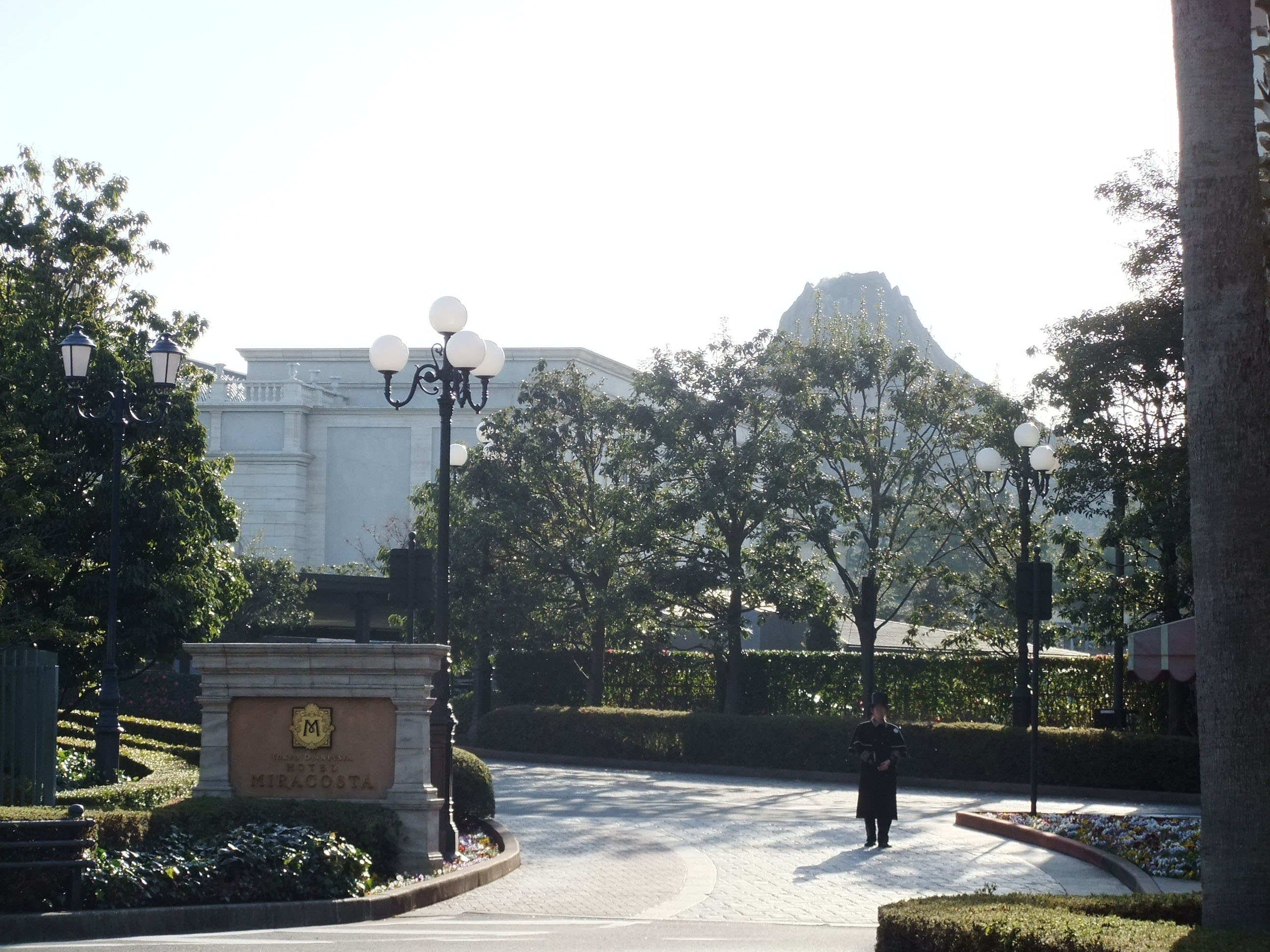
東京ディズニーシー・ホテルミラコスタ
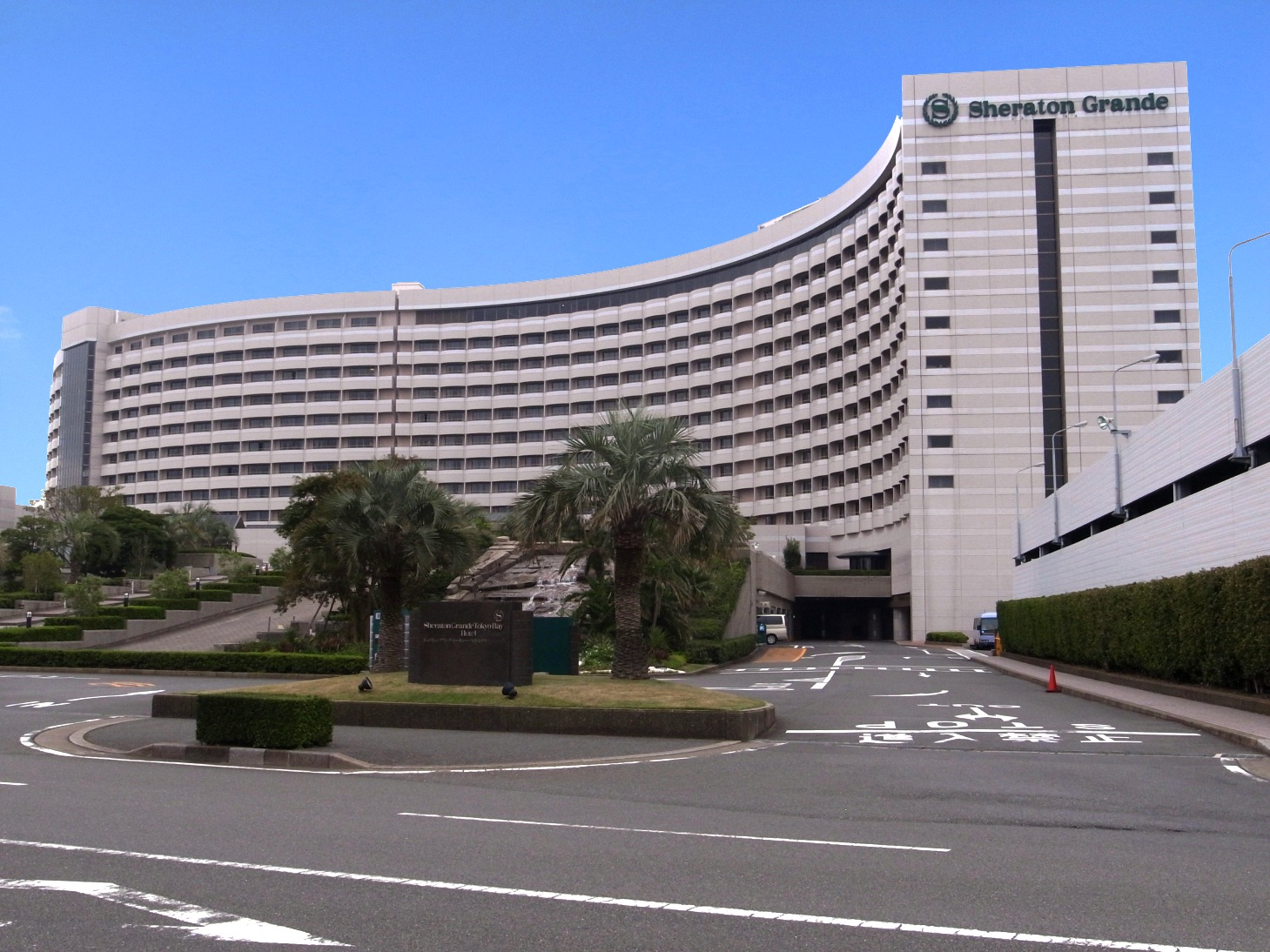
シェラトン・グランデ・トーキョーベイ・ホテル
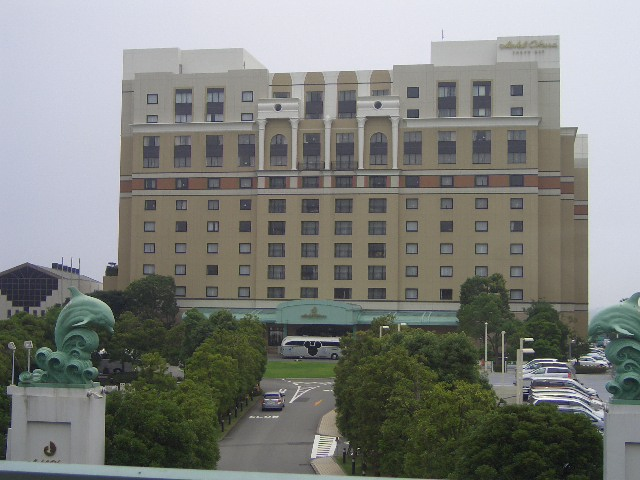
ホテルオークラ東京ベイ
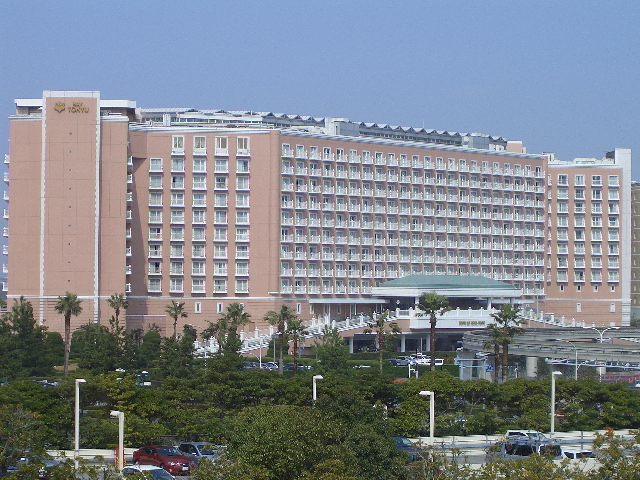
グランドニッコー東京ベイ 舞浜
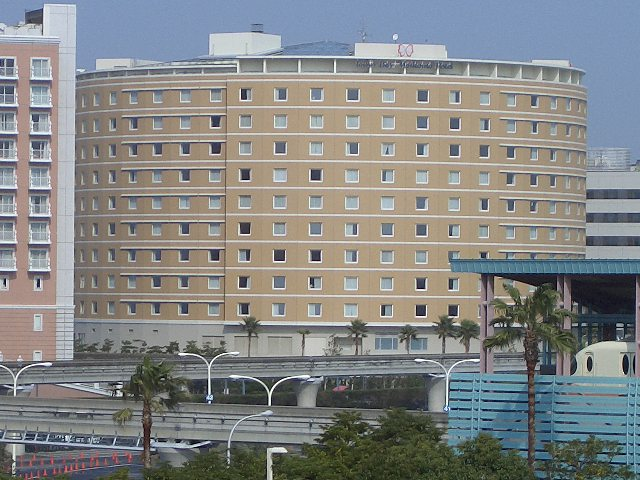
東京ベイ舞浜ホテル
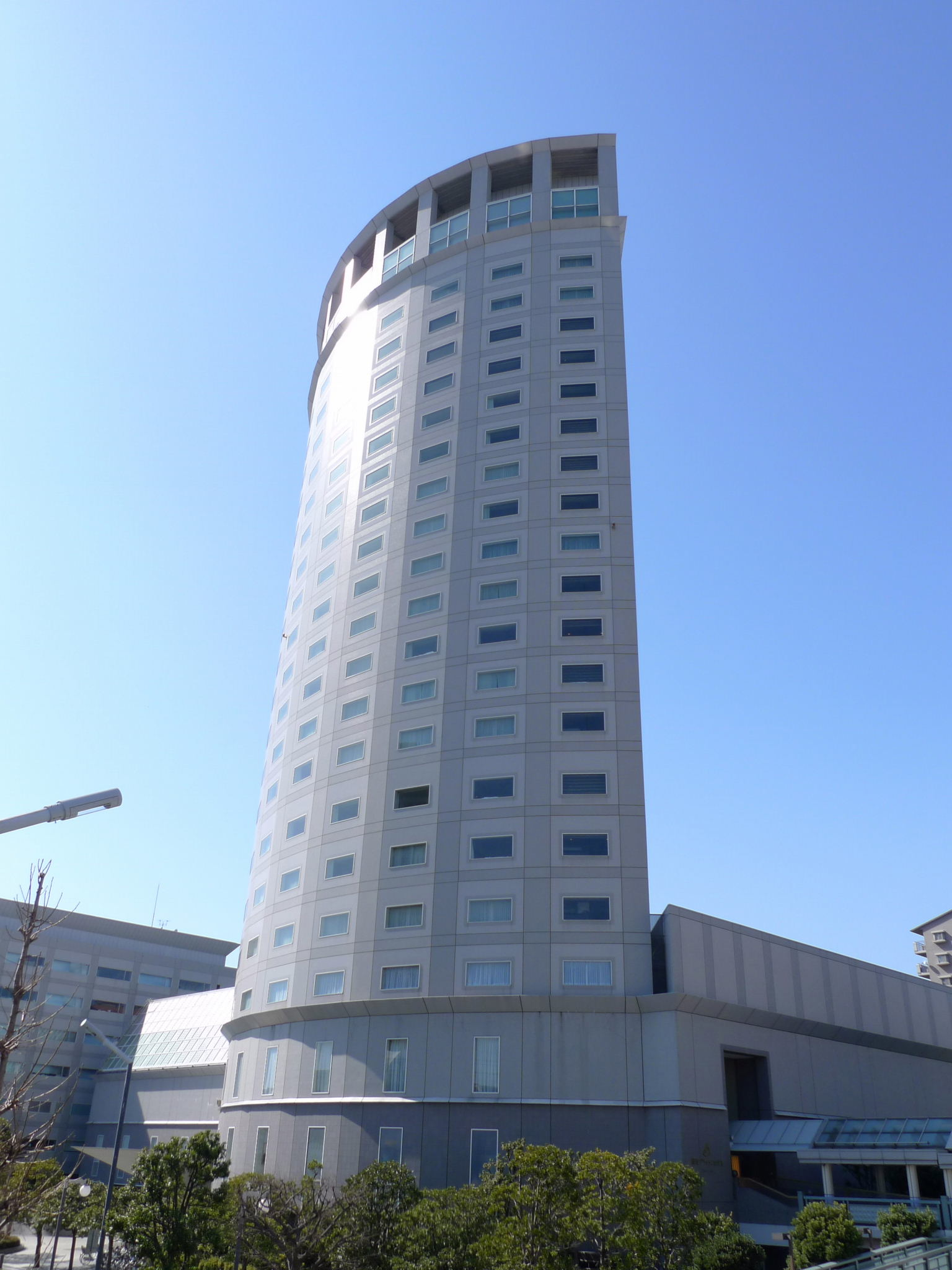
浦安ブライトンホテル東京ベイ
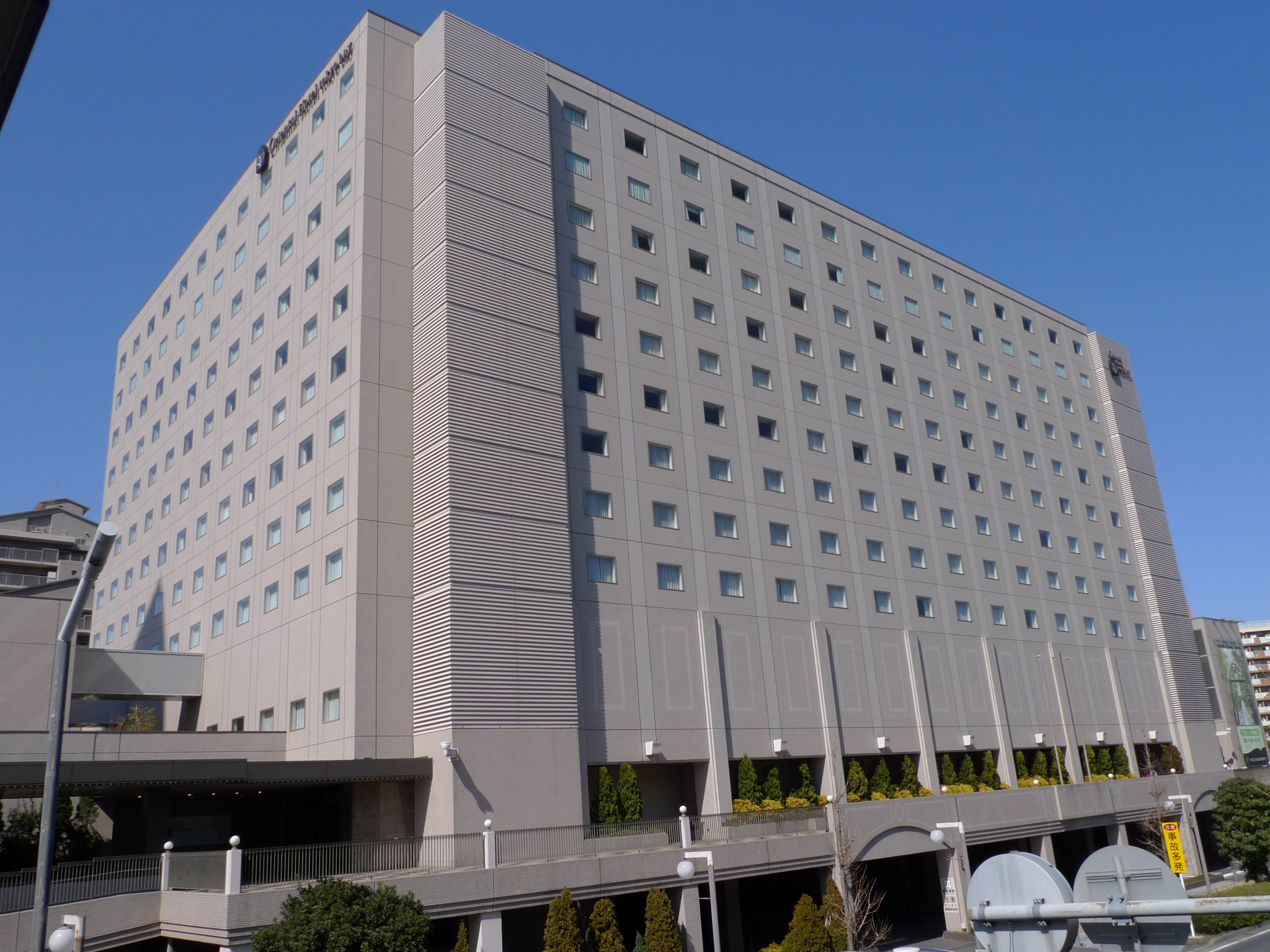
オリエンタルホテル東京ベイ
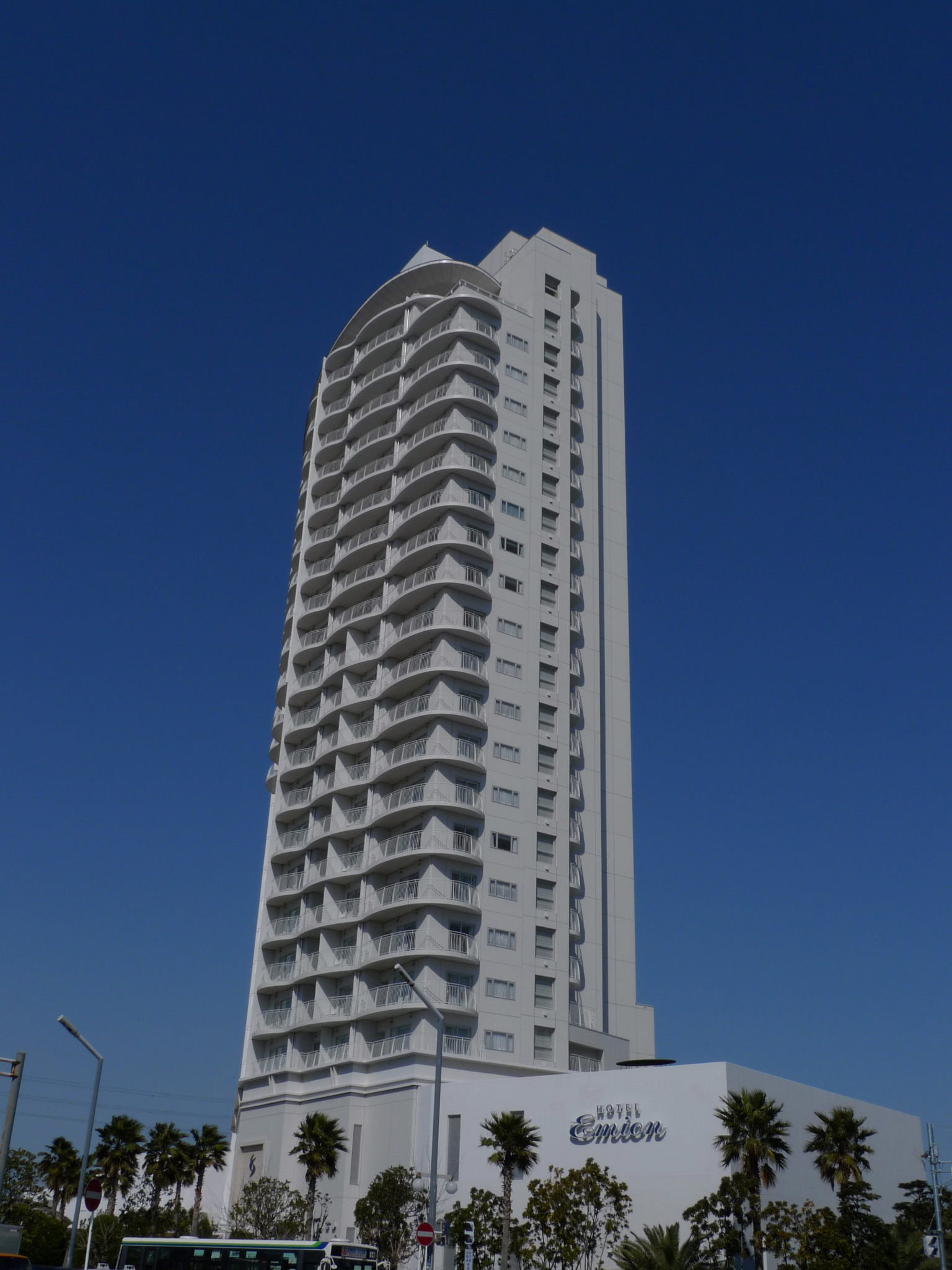
ホテルエミオン東京ベイ
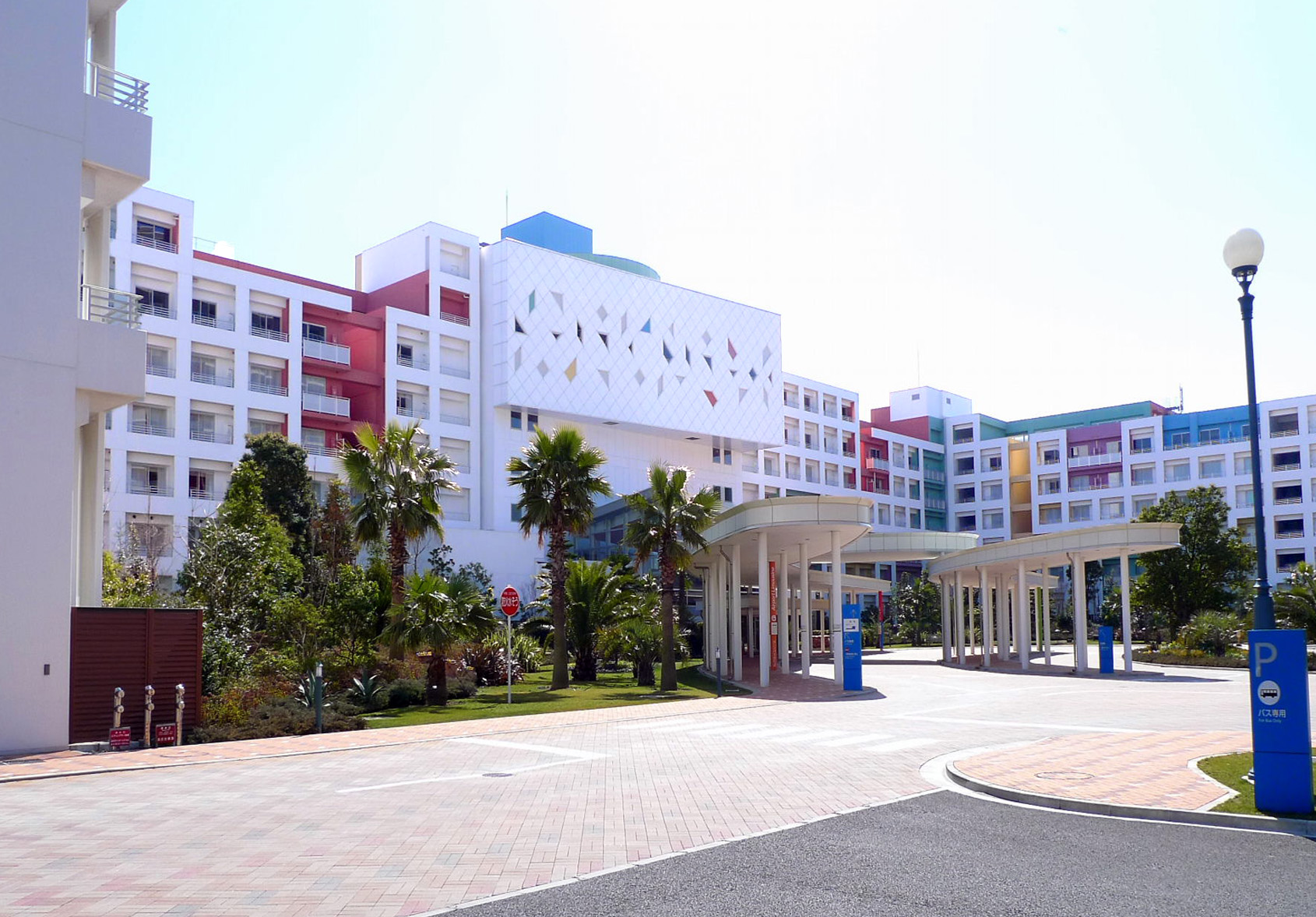
三井ガーデンホテルプラナ東京ベイ
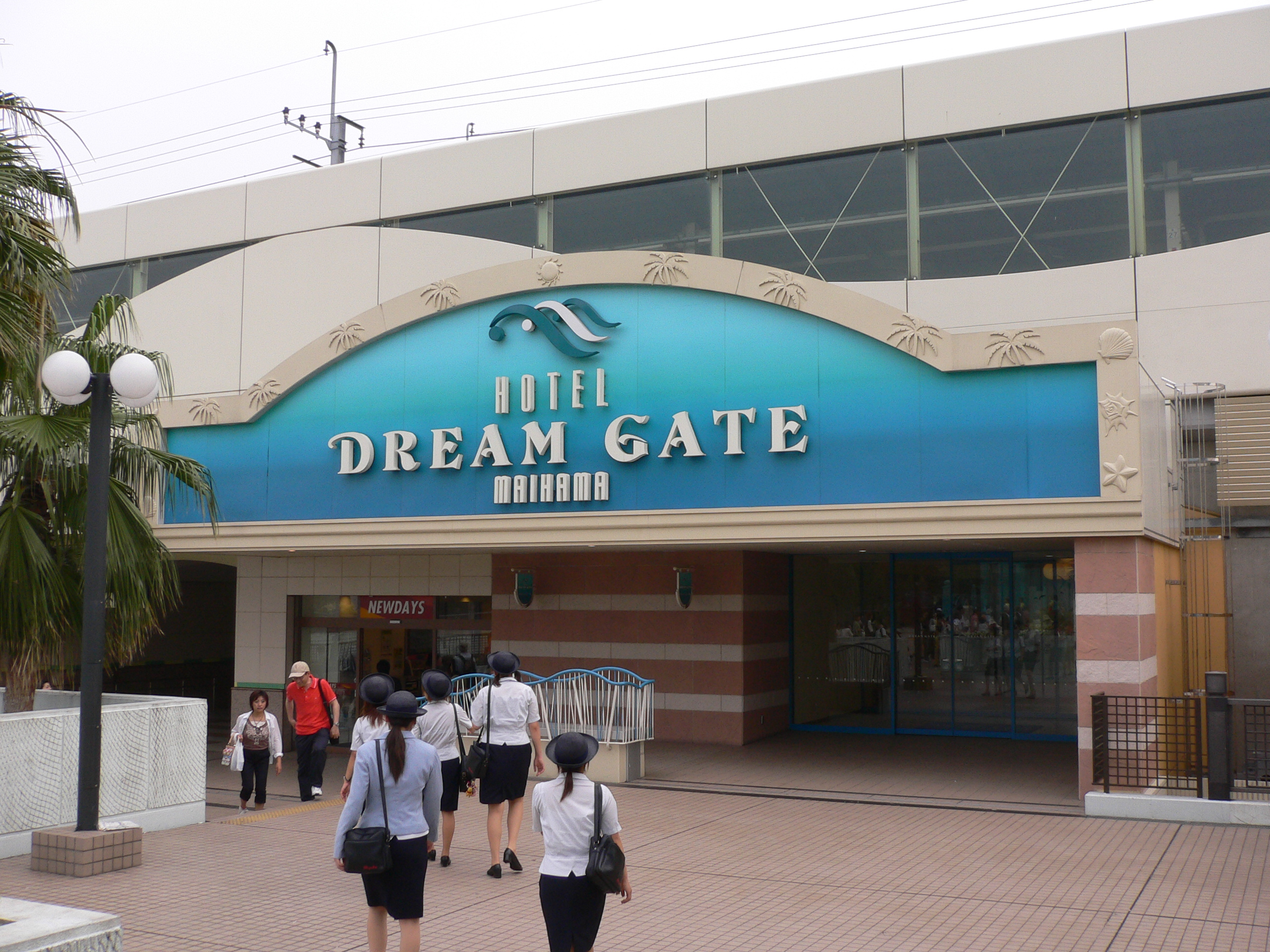
ホテルドリームゲート舞浜

### 郵便局
- 浦安駅前郵便局（05130）
- 浦安猫実二郵便局（05536）
- 浦安富岡郵便局（05560）
- 浦安堀江郵便局（05570）
- 新浦安駅北郵便局（05587）
- 新浦安駅前郵便局（05591）
- 浦安望海の街郵便局（05599）
- 浦安郵便局（ゆうちょ銀行 浦安店）（05653）

郵便番号は以下が該当する。1集配局が集配を担当する。
- 浦安郵便局：「279-00xx」「272-01xx」

### 電話番号
市外局番は047（市川MA）。収容局は浦安局のみ。

### 図書館
浦安市立図書館は、優れた公共図書館として、図書館学の分野では有名である。国内外から公立図書館関係者が視察に訪れている。

### メディア
- コミュニティ放送
  - エフエム浦安（FMうらら）
  - いちかわエフエム
- ディズニーホテル ダイニングガイド
- 東京ディズニーリゾートTIMES

### 医療
二次医療圏（二次保健医療圏）としては東葛南部医療圏（管轄区域：鎌ヶ谷市と葛南地域）である。三次医療圏は千葉県医療圏（管轄区域：千葉県全域）。
医療提供施設は特筆性の高いもののみを記載する。
- 市内の医療機関（一次医療圏）
  - 東京ベイ・浦安市川医療センター（災害拠点病院[26]・救急基幹センター）
  - 順天堂大学医学部附属浦安病院（災害拠点病院・救命救急センター）
  - 緊急指定病院
    - 浦安病院
    - 浦安中央病院

  - 浦安高柳病院
- 二次医療圏
  - 東京女子医科大学八千代医療センター（八千代市、災害拠点病院・救命救急センター）
  - 船橋市立医療センター（船橋市、災害拠点病院・救命救急センター）
  - 東京歯科大学市川総合病院（市川市、災害拠点病院）
  - 千葉県済生会習志野病院（習志野市、災害拠点病院）

### 教育

#### 大学
- 明海大学   浦安キャンパス
- 順天堂大学 浦安キャンパス
- 順天堂大学 日ノ出キャンパス
- SBC東京医療大学

#### 高等学校
公立
- 千葉県立浦安高等学校
- 千葉県立浦安南高等学校

私立
- 東京学館浦安高等学校
- 東海大学付属浦安高等学校

#### 中学校
公立
- 浦安市立明海中学校
- 浦安市立入船中学校
- 浦安市立浦安中学校
- 浦安市立高洲中学校
- 浦安市立富岡中学校
- 浦安市立日の出中学校
- 浦安市立堀江中学校
- 浦安市立見明川中学校
- 浦安市立美浜中学校

私立
- 東海大学付属浦安高等学校中等部

#### 小学校
公立
| - 浦安市立明海小学校 - 浦安市立明海南小学校 - 浦安市立入船小学校 - 浦安市立浦安小学校 - 浦安市立高洲北小学校 - 浦安市立高洲小学校 - 浦安市立富岡小学校 - 浦安市立東野小学校 - 浦安市立東小学校 | - 浦安市立日の出小学校 - 浦安市立日の出南小学校 - 浦安市立北部小学校 - 浦安市立舞浜小学校 - 浦安市立見明川小学校 - 浦安市立南小学校 - 浦安市立美浜北小学校 - 浦安市立美浜南小学校 |

### スポーツ

#### スポーツチーム
浦安市を本拠地とするチーム
- 浦安D-Rocks（ジャパンラグビーリーグワン）
- 日本航空JAL WINGS（関東社会人リーグ）
- バルドラール浦安（日本フットサルリーグ）
- ブリオベッカ浦安・市川（日本フットボールリーグ）

#### スポーツ施設
- 浦安市運動公園
  - 浦安市運動公園総合体育館
    - キリンインターナショナルバスケットボール2006が行われた。

  - 浦安市運動公園陸上競技場
- 浦安市総合公園
  - レッドブル・エアレース・ワールドシリーズの滑走路、ハンガー、管制施設などの特設飛行場が設営された。また、浦安市民を対象としたパブリックビューイングも行われた。
    - 2015年レッドブル・エアレース・ワールドシリーズ 千葉
    - 2016年レッドブル・エアレース・ワールドシリーズ 千葉
    - 2017年レッドブル・エアレース・ワールドシリーズ 千葉
    - 2018年レッドブル・エアレース・ワールドシリーズ 千葉

## 交通

### 空港
浦安ヘリポート発着の遊覧飛行を行っており、年間約4万人の利用者がある。首都圏のヘリポートで唯一24時間利用が可能。
浦安ヘリポート（エクセル航空）
- 日中のTOKYOスカイクルーズ
- 夜間のTOKYOナイトクルーズ
- 運行実績としてみなとみらいヘリポート発着の遊覧飛行

### 鉄道路線
東日本旅客鉄道（JR東日本）
 京葉線・ 武蔵野線
- - 舞浜駅 - 新浦安駅 -

※武蔵野線は、西船橋駅 - 東京駅間は京葉線に直通運転
東京地下鉄（東京メトロ）
 東西線
- - 浦安駅 -

舞浜リゾートライン
ディズニーリゾートライン
- リゾートゲートウェイ・ステーション（A駅）- 東京ディズニーランド・ステーション（B駅）- ベイサイド・ステーション（C駅）- 東京ディズニーシー・ステーション（D駅）

### バス路線
中心となるバス停：新浦安駅・浦安駅・舞浜駅・東京ディズニーランドバスターミナル
- コミュニティバス
  - おさんぽバス「医療センター線」
    - 東京ベイ医療センター - 当代島公民館 - 浦安駅 - 浦安市役所 - 文化会館 ‐今川橋 - 新浦安駅

  - おさんぽバス「舞浜線」
    - 舞浜駅 - 運動公園 - 堀江公民館入口 - 浦安市役所 - 健康センター - 総合福祉センター - 順天堂浦安病院 - 新浦安駅

  - おさんぽバス「じゅんかい線」
    - 浦安市役所 - 順天堂浦安病院 - 順天堂大学浦安キャンパス - 高洲海浜公園 - ベイモール - 日の出公民館 - 新浦安駅 - 浦安高校 - 浦安市役所（循環バス）
- 一般路線バス
  - 京成バス
    - 江戸川営業所

  - 京成バス千葉ウエスト
    - 千鳥営業所（旧・東京ベイシティ交通）
    - 塩浜営業所（旧・京成トランジットバス）
- 高速路線バス・空港リムジンバス
  - 京成バス
  - 京成バス千葉ウエスト
  - 東京空港交通
  - JRバス関東

### 道路

#### 高速道路
- 首都高速湾岸線
- - 浦安出入口 - 舞浜入口（西行きのみ）-

#### 一般国道
- 国道357号（湾岸道路）

#### 主要地方道
- 千葉県道6号市川浦安線（市川浦安線）
- 千葉県道10号東京浦安線（やなぎ通り/都県境 - 浦安駅）

#### 一般県道
- 千葉県道242号浦安停車場線（やなぎ通り/浦安駅 - 浦安出入口）
- 千葉県道276号西浦安停車場線（若潮通り/新浦安駅 - 舞浜交差点）
- 千葉県道294号高速湾岸線

#### 橋梁
- 浦安橋
- 舞浜大橋

## 住宅

### 大規模マンション
- エルシティ新浦安
- シーガーデン新浦安
- ベイシティ新浦安
- アールフォーラム新浦安
- セレナヴィータ新浦安
- パークシティ東京ベイ新浦安Coco
- パークシティ東京ベイ新浦安Sea
- パークシティ東京ベイ新浦安Sol
- ラ・フィネス新浦安
- グランファースト新浦安
- パークシティ新浦安Isle
- パークシティグランデ新浦安
- ラディアンコースト新浦安
- レジアスフォート新浦安
- パークシティモアナヴィラ新浦安
- プラウド新浦安
- プラウド新浦安パームコート
- 入船東エステート
- 入船西エステート
- 入船北エステート
- 美浜東エステート
- 美浜西エステート
- エルシティ
- 海風の街
- 潮音の街
- 望海の街
- 海園の街
- 夢海の街
- ベイシティ浦安
- コスモ新浦安東京ベイ
- プラウドマリナテラス新浦安
- ザ・パークハウス 新浦安マリンヴィラ

### 住宅団地
- 見明川団地
- 今川団地
- 京成サンコーポ浦安
- 入船中央エステート

## 名所・旧跡・観光スポット・祭事・催事

### 名所・旧跡・観光スポット
| - 旧宇田川家住宅 - かつての商家が保存されている。 - 旧大塚家住宅 - かつての漁師の家屋が保存されている。 - 行徳塩田 - 清瀧神社 - 浦安市郷土博物館 - 屋形船 - 三番瀬（谷津干潟） | - 東京ディズニーリゾート - 東京ディズニーランド - 東京ディズニーシー - イクスピアリ - 舞浜アンフィシアター - ナイトクルーズ（エクセル航空） |

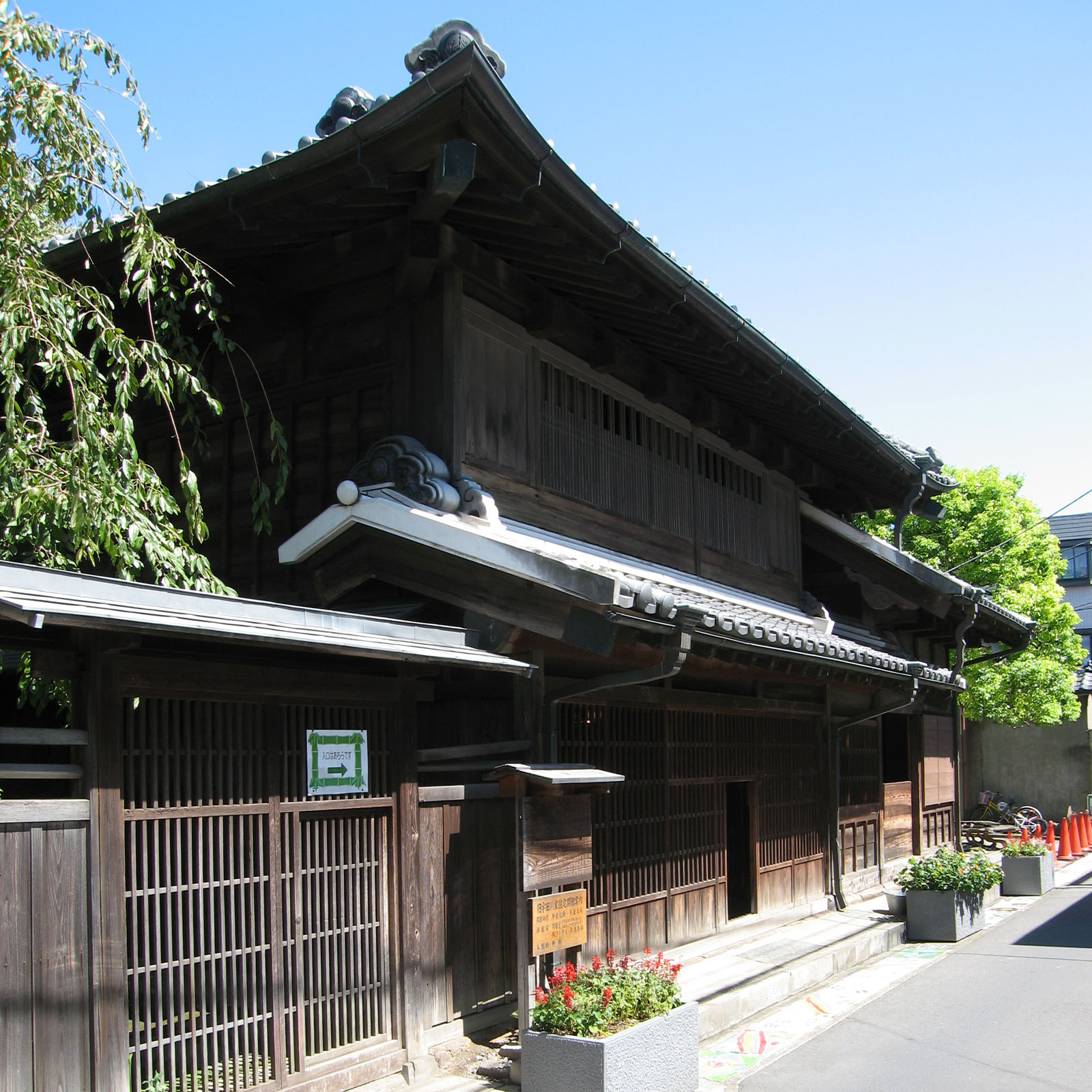
旧宇田川家住宅
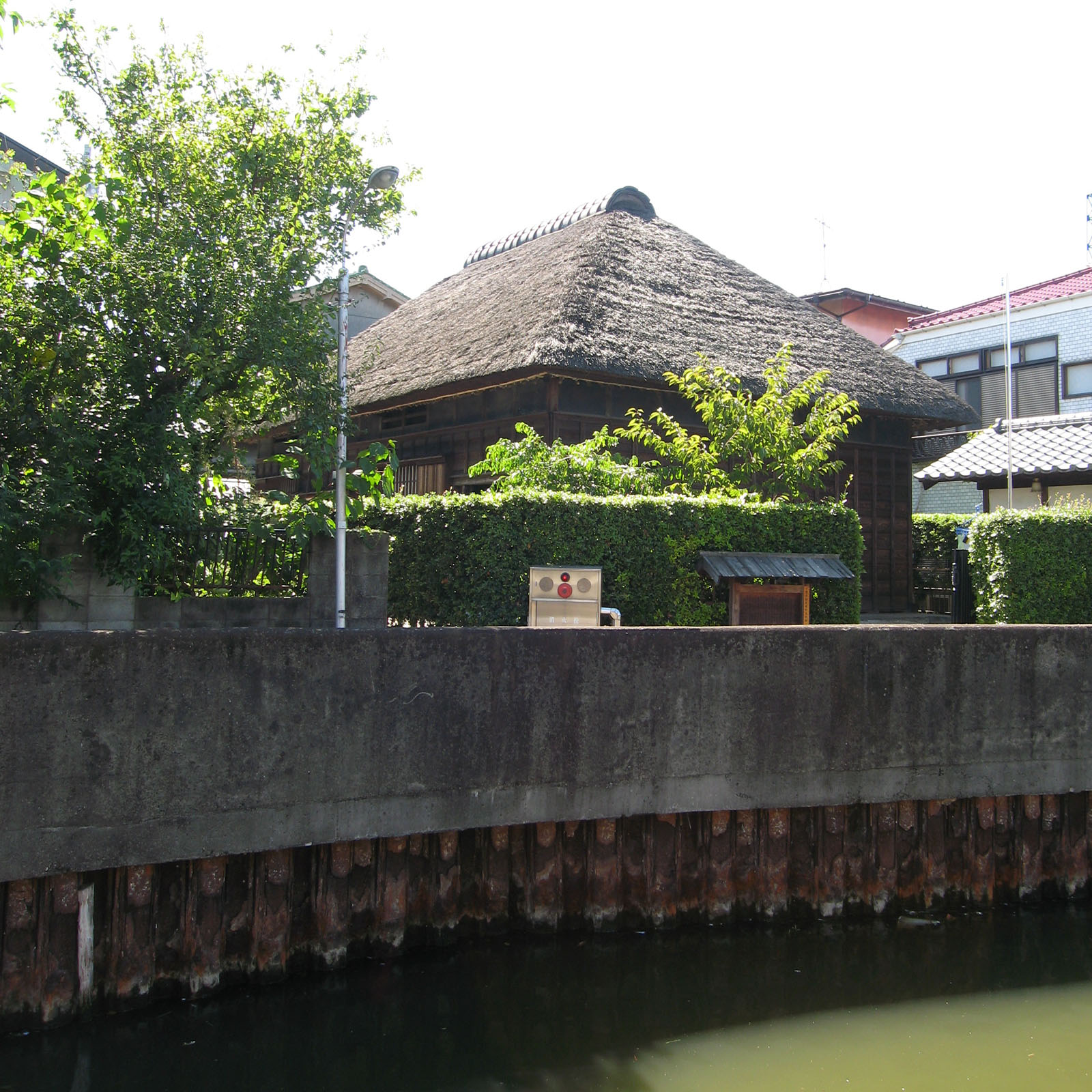
旧大塚家住宅
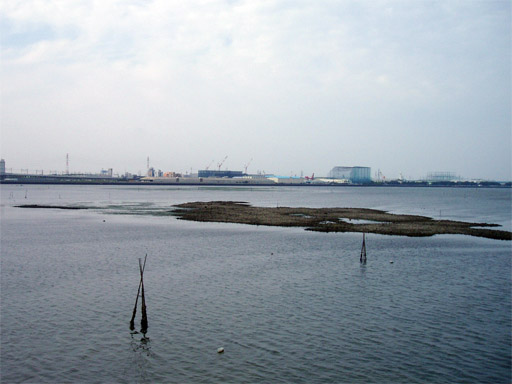
猫実川河口付近のカキ礁（三番瀬）
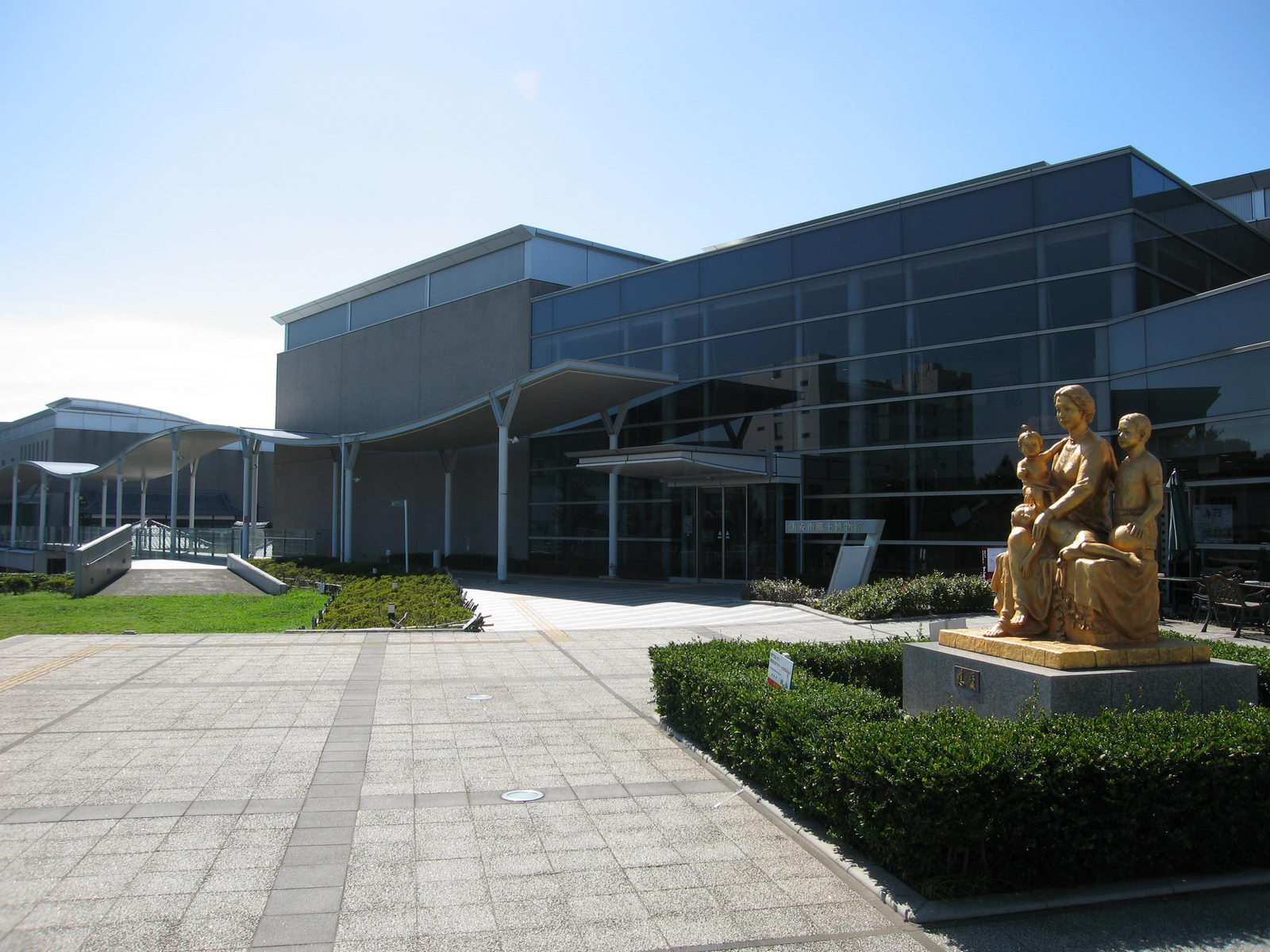
浦安市郷土博物館
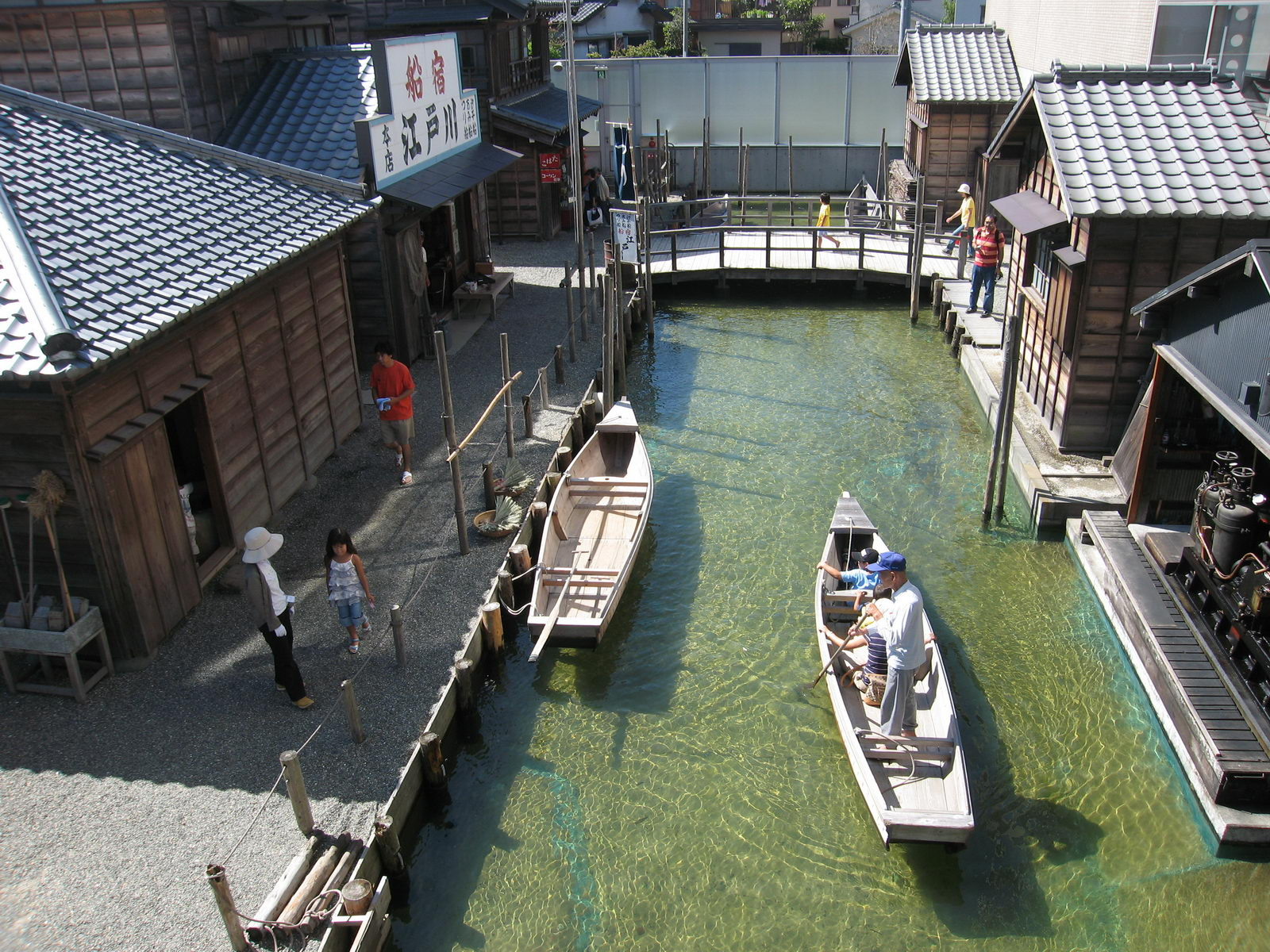
屋外展示場「浦安のまち」（浦安市郷土博物館）
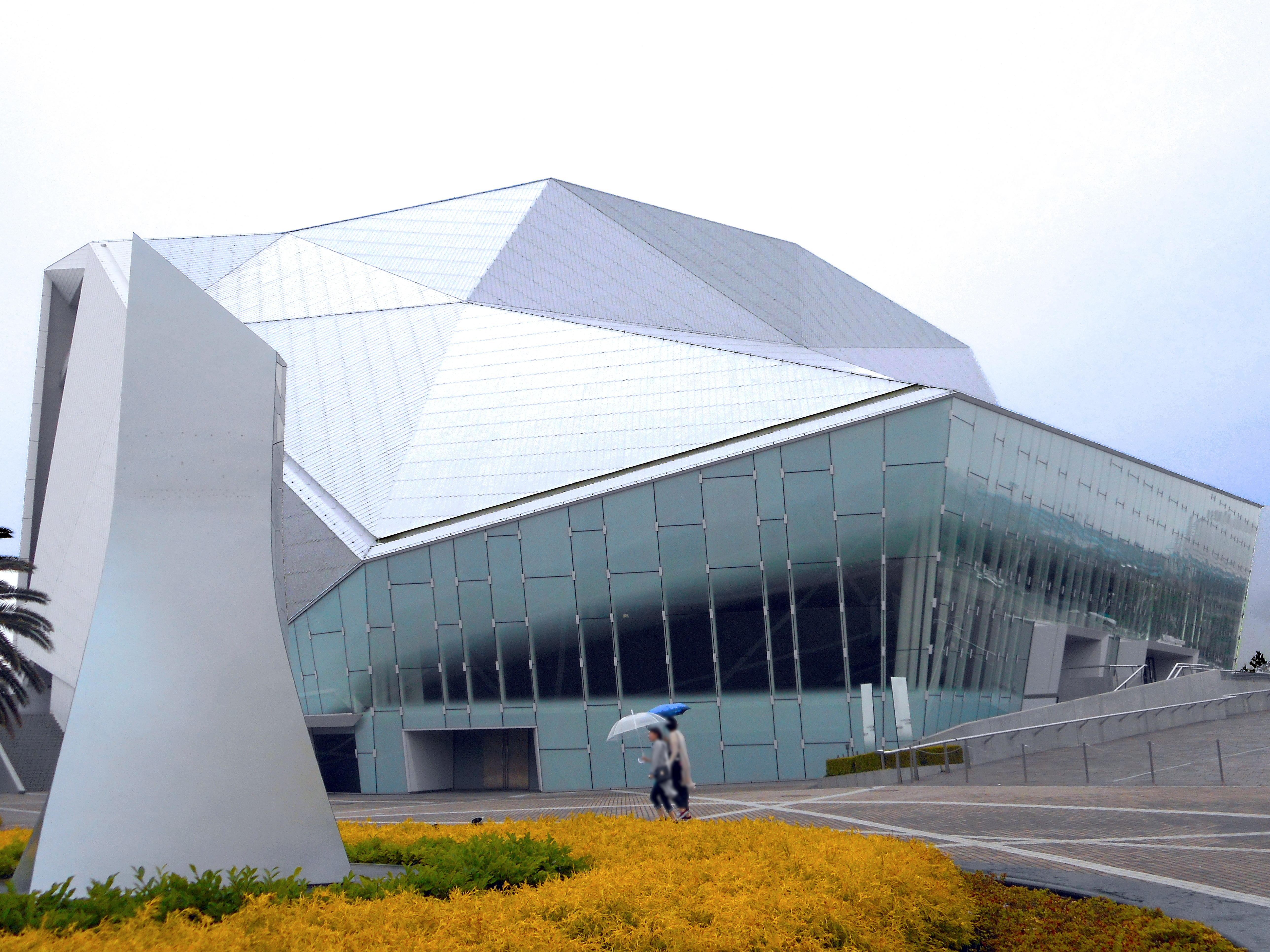
舞浜アンフィシアター

### 祭事・催事
- 東京ディズニーリゾートの花火
- 浦安三社祭
- 浦安市民まつり
- 成人式
  - 浦安市は、2002年1月の成人の日から東京ディズニーランドのショーベースで、ショーベースの改修工事や新型コロナウイルスの影響に伴い、2021年[28] から東京ディズニーシーのブロードウェイ・ミュージックシアターにて成人式を開催している[29][30][31]。

### 文化財
千葉県指定文化財一覧。
| 番号 | 指定・登録 | 類別                 | 名称             | 所在地                   | 所有者または管理者 | 指定年月日      | 備考  |
| ---- | ---------- | -------------------- | ---------------- | ------------------------ | ------------------ | --------------- | ----- |
| 1    | 県指定     | 有形文化財（建造物） | 宝城院庚申塔     | 浦安市堀江4-14-1         | 宝城院             | 昭和44年4月18日 | 1基   |
| 2    | 県指定     | 有形文化財（建造物） | 旧大塚家住宅     | 浦安市堀江3-3-1          | 浦安市             | 平成14年3月29日 | 1棟   |
| 3    | 県指定     | 有形文化財（建造物） | 浦安の三軒長屋   | 浦安市猫実1-2-7          | 浦安市             | 平成18年3月14日 | 1棟   |
| 4    | 県指定     | 有形民俗文化財       | 浦安の船大工道具 | 浦安市猫実1-2-7          | 浦安市             | 平成12年2月25日 | 632点 |
| 5    | 県指定     | 無形民俗文化財       | 浦安のお洒落踊り | 浦安市猫実・当代島・堀江 | 浦安お洒落保存会   | 昭和49年3月19日 |       |

## 出身有名人
| 芸能 - 大橋慶三（映画監督、脚本家、インターネットDJ） - 青木まな（元CBCテレビアナウンサー） - 阿部哲子（元日本テレビアナウンサー） - 雨宮慶太（演出家） - 大木優紀（元テレビ朝日アナウンサー） - 出生地は東京都 - 華原朋美（歌手） - 出生地は東京都 - 茅野佐智恵（モデル、女優） - 長尾大（音楽プロデューサー） - 長尾奈奈（女優） - 出生地は宮崎県 無名塾所属 - 中澤有美子（フリーアナウンサー） - 長島清隆（広島テレビ放送アナウンサー） - 石井佑弥（福島中央テレビアナウンサー） - 本多瑛未里（女優、声優） - 八木沼悟志（作曲家・音楽プロデューサー） - 光村龍哉 (ロックバンドNICO Touches the Wallsのボーカル、ギター担当) - 神田莉緒香（シンガーソングライター） - 阿部桃子 (1994年生) (タレント、阿部祐二の娘） - 中山絵梨奈（モデル・女優） - 吉木りさ（タレント） - 青山新（演歌歌手） - 泉澤祐希（俳優） - 藤本康志 - リスナップ、漫才師 - 前田俊（モデル） - 小野ひまわり（女優） | スポーツ - 阿部慎之助（元プロ野球選手、読売ジャイアンツ監督） - 吉田大成（元プロ野球選手、元東京ヤクルトスワローズ所属） - 吉田大就（元プロ野球選手、元堺シュライクス所属） - 村田賢一（プロ野球選手、福岡ソフトバンクホークス所属） - 宇野真仁朗（プロ野球選手、福岡ソフトバンクホークス所属） - 吉野創士（プロ野球選手、東北楽天ゴールデンイーグルス所属） - 小川史（元プロ野球選手、元西武ライオンズ、福岡ダイエーホークス所属） - 玉田圭司（元サッカー選手、元V・ファーレン長崎所属） - 早川大輔（元プロ野球選手、元オリックス、千葉ロッテマリーンズ、横浜ベイスターズ所属） - 乾達朗（元サッカー選手、元ブラウブリッツ秋田所属） - 茨田陽生（サッカー選手、湘南ベルマーレ所属） - 平井美鈴（フリーダイビング、世界選手権金メダリスト） - 泉澤仁 (サッカー選手、FC岐阜所属) - 星甲良夫（元大相撲力士、井筒部屋などに所属） 諸分野 - 三枚堂達也（将棋棋士） |

## 浦安市を舞台・ロケ地とした作品

### 小説
- 青べか物語（山本周五郎作）：作中では“浦糟”（うらかす）とされ、漁師町だった昭和初期頃の浦安の様子が描かれている。
- 私をくいとめて（綿矢りさ作）：作中でディズニーランドに行く。

### ドキュメンタリー
- 新日本紀行 「江戸前の秋 〜千葉 浦安〜」（NHK）：1970年9月28日放送。
- 新日本紀行 「沖の百万坪 〜千葉県 浦安市〜」（NHK） : 1981年5月31日放送。
- 新日本紀行ふたたび 「漁師町の面影 〜千葉県 浦安市〜」（NHK） : 2006年7月8日放送。

### 映画・ドラマ
- 青べか物語（映画）：山本周五郎の小説「青べか物語」を映画化したもの。
- あばよダチ公（映画、1974年 日活）：主人公・猛夫（松田優作）の故郷として浦安駅周辺が登場。
- トラック野郎シリーズ （映画、1975年 - 1979年 東映）：埋立地を利用してクライマックス等のカーチェイス・シーンの撮影に使用している。
- 貝がらの街（ドラマ、1978年）：舞台は古い漁師町であった浦安。
- 男はつらいよ 望郷篇（映画）：映画後半の舞台。ロケ地の中心場所が、後述するフラワー通り商店街である。漁業権完全放棄（1971年）以前の撮影であるため、川に多数の漁船が浮かぶ様子などが映されている。
- やっぱり猫が好き（ドラマ、1988年 - 1991年）：登場人物の恩田かや乃が中学生時代に浦安で番を張っていた。
- 101回目のプロポーズ（ドラマ）：武田鉄矢がトラックに轢かれそうになるプロポーズシーンは中町地区のシンボルロード上で撮影された。
- HOTEL（ドラマ、1990年代のシリーズ）：主な撮影に使用されたホテルが現・ヒルトン東京ベイ。
- 長生き競争（ドラマ）：浦安を舞台にした年末スペシャルドラマ。宇津井健、石原さとみ等出演。2008年12月26日放送・フジテレビ
- カルテット!（映画、2011年　松竹）：浦安市在住の作家、鬼塚忠の同名小説を原作とした映画。東日本大震災の影響で、唯一の「浦安市市制30周年記念」事業の作品。2011年12月17日浦安先行ロードショー、2012年1月7日全国ロードショー。
- 孤独のグルメ（ドラマ、2012年 - ）：2012年1月25日放映の第4話「千葉県 浦安市の静岡おでん」、2018年5月12日放映のSeason7第6話「千葉県浦安市の真っ黒な銀ダラの煮付定食」の舞台。
- ニュータウンの青春（映画、2012年）：森岡龍自身初の劇場公開監督作品。PFFアワード2011エンタテインメント賞（ホリプロ賞）、第16回釜山国際映画祭 The Window on Asian Cinema 部門招待作品。

### 漫画・アニメ
- 浦安鉄筋家族（漫画、原作者の浜岡賢次は当市在住）
- 極道くん（漫画）:水島新司。主人公京極道太郎の地元「蒲安（かまやす）」のモデル。浦安駅や周辺の街並みが作中で描かれている。
- 特攻天女（漫画）
- 半熟革命（はんじゅくれぼりゅーしょん）（漫画）:槇村さとる。 主人公は「東京ディズニーランドがある浦安市は東京都」と勘違いしており、引っ越してきて千葉県と判るとショックをうける。
- 奥さまはマリナーゼ（漫画エッセイ）:実在する浦安市在住主婦が語る楽しい浦安ライフの日々。販促コピーは「シロガネーゼより幸せ!?」。
- サッチモ（漫画）:原作:やまさき十三、作画:北見けんいち。最下位の（架空の）プロ野球球団「浦安パンタムズ」のスカウト部部長（元選手）小川完太郎（通称“サッチモ”）を描く。
- 球道くん（漫画）:水島新司。主人公中西球道の通った学校は浦安三中、私立青田高校と共に浦安市という設定。
- .hack//Liminality（アニメ）：浦安CC社のサーバー管理施設という架空施設が登場する。
- 4年1組起立!（漫画）：「浦安鉄筋家族」と同じく舞台は浦安市である。

### テレビCM
- 明治スポーツミルク 「運動してミルク」篇：日の出、高洲地区での撮影となっている。
- 舞浜ゆめの：東京ディズニーリゾートのCMに登場する架空の人物

### その他
- 名所江戸百景・堀江ねこざね：歌川広重が市の前身である堀江村・猫実村を描いた。
- 天才・たけしの元気が出るテレビ!! （テレビ番組・日本テレビ系列）：番組内の企画で浦安フラワー通り商店街（堀江地区）の町おこしを行い、イメージソングも策定した。
- ブラタモリ（テレビ番組・NHK）：2017年1月17日放送「浦安 〜なぜ浦安は“夢と魔法の町”になった?〜」。
- お嬢様☆嫁入り抗争（ジュブナイルポルノ）：月乃御伽作、Yuyi画。
- アイドルマスター シンデレラガールズ ビューイングレボリューション（ゲーム）